# Cyclamen
Cyclamen L., 1753 è un genere di piante angiosperme appartenenti alla famiglia delle Primulaceae, dall'aspetto di piccole erbacee tuberose e dai delicati fiori rosati.

## Etimologia
Il nome del genere (Cyclamen) deriva dalla parola greca kyklos (= cerchio), forse in riferimento alle radici tuberose rotonde. Questo genere di piante era conosciuto fin dall'antichità. Plinio nei suoi scritti lo indica con diversi nomi volgari: “Rapo”, “Tubero” e “Umbilico della terra”. I greci prima ancora lo chiamarono Icthoyethoron (veniva usato come ingrediente per ammazzare i pesci). In tempi moderni è stato il botanico francese Joseph Pitton de Tournefort (1656-1708) a introdurre per primo il termine Cyclamen, introduzione avallata successivamente da Linneo nel 1735.

## Descrizione
Le piante di questo genere sono tutte basse erbacee a carattere cespitoso. La forma biologica prevalente è geofita bulbosa (G bulb): sono piante il cui organo perennante è un bulbo, dal quale ad ogni nuova stagione nascono foglie e fiori tutti basali.

### Radici
Le radici sono secondarie fuoriuscenti tutt'attorno ad un tubero arrotondato.

### Fusto
Il fusto è diviso in due parti: una parte interrata (parte ipogea) consiste in un tubero più o meno sferico; la parte aerea (fusto epigeo) è uno scapo fiorale semplice e senza foglie.

### Foglie
Le foglie sono unicamente basali a forme varie (cordiformi o reniformi) ma sempre indivise e con un lungo picciolo. La pagina superiore può essere macchiata variamente di bianco, mentre quella inferiore può presentare delle screziature rosseggianti in proseguimento del picciolo rossastro pure lui. Alcuni botanici pensano che il disegno variegato della parte superiore serva a mascherare la pianta per ridurre i danni derivati dal pascolo degli animali erbivori. A seconda della zona e della specie le foglie possono essere persistenti oppure no; ad esempio le foglie delle specie situate nelle zone mediterranee possono morire durante i periodi più caldi dell'estate (o in caso di forte siccità) per conservare l'acqua al resto della pianta.

### Infiorescenza
L'infiorescenza è formata da fiori singoli (profumati o no), lungamente peduncolati e nutanti.

### Fiori
I fiori sono zigomorfi, pentameri (calice e corolla con 5 elementi) e tetraciclici (formati da quattro elementi: calice – corolla – androceo - gineceo). Del fiore la parte persistente è il calice a sostegno del frutto.
- Formula fiorale:

K (5), C (5), A 5, G (5)
- Calice: il calice è gamosepalo ed è formato da 5 lacinie triangolari.
- Corolla: la corolla è simpetala (o gamopetala); i 5 lobi della corolla sono lunghi quanto il fiore e sono ripiegati all'indietro o comunque ritornano in direzione del peduncolo e in alcune specie possono essere auricolati. I colori della corolla possono essere lilla chiaro, violetto purpureo, bianco rosato o semplicemente bianco. Nelle specie coltivate spesso si possono avere dei fiori doppi (a doppi petali) con margini increspati, dentellati o crenulati di notevole effetto estetico.
- Androceo: gli stami sono 5 a disposizione opposta ai petali della corolla.
- Gineceo: l'ovario è supero formato da 5 carpelli saldati tra di loro; lo stilo è unico con uno stimma semplice e sporge dalla corolla.

### Frutti
Il frutto è una capsula sferica uniloculare deiscente. I semi contenuti nel frutto sono più o meno tondi con circa 1 – 2 mm di diametro; raggiungono la maturità dopo un anno dalla fioritura. I semi sono dispersi tra l'altro anche dalle formiche (dispersione mirmecoria le quali mangiano l'involucro e scartano il seme vero e proprio).

## Distribuzione e habitat

Mappa di distribuzione delle specie del genere Cyclamen : 1. C. balearicum ; 2. C. repandum ; 3. C. purpurascens ; 4. C. hederifolium ; 5. C. peloponnesiacum ; 6. C. creticum ; 7. C. graecum ; 8. C. coum ; 9. C. colchicum ; 10. C. parviflorum ; 11. C. elegans ; 12. C. alpinum ; C. intaminatum ; C. cilicium ; C. mirabile ; C. pseudibericum ; 13. C. cyprium ; 14. C. libanoticum ; 15. C. persicum ; 16. C. rohlfsianum ; 17. C. africanum

Le specie del genere Cyclamen sono localizzate nelle zone attorno al bacino del Mediterraneo: varie regioni dell'Europa soprattutto meridionale, l'Asia occidentale e l'Africa boreale. La maggior concentrazione di specie si trova in Asia minore. 
L'habitat per le specie italiane dipende dalle zone in cui vivono: per le specie alpine sono i boschi ombrosi (misti a faggete), cespuglieti, luoghi erbosi su terreni leggeri, ma anche carpineti, querceti e betuleti; per le specie più a sud sono i boschi di leccete e caducifogli (come i castagneti).
Il substrato in genere è calcareo con pH basico e valori medi nutrizionali e di umidità del terreno. La tolleranza al freddo dipende da specie a specie, e anche in rapporto all'ambiente nel quale una specie vive normalmente: le specie alpine possono sopravvivere a temperature fino a -30 °C (specialmente se coperte dalla neve); altre specie come ad esempio C. somalense (del nord-est della Somalia) non tollerano il minimo gelo. Dal punto di vista fitosociologico, queste piante appartengono generalmente alle formazioni delle comunità forestali.

## Tassonomia
Il genere Cyclamen comprende le seguenti specie:
- Cyclamen africanum Boiss. & Reut.
- Cyclamen alpinum Dammann ex Sprenger
- Cyclamen balearicum Willk.
- Cyclamen cilicium Boiss. & Heldr.
- Cyclamen colchicum (Albov) Correvon
- Cyclamen coum Mill.
- Cyclamen creticum (Dörfl.) Hildebr.
- Cyclamen cyprium Kotschy
- Cyclamen graecum Link
- Cyclamen hederifolium Aiton
- Cyclamen intaminatum (Meikle) Grey-Wilson
- Cyclamen libanoticum Hildebr.
- Cyclamen mirabile Hildebr.
- Cyclamen parviflorum Pobed.
- Cyclamen persicum Mill.
- Cyclamen pseudibericum Hildebr.
- Cyclamen purpurascens Mill.
- Cyclamen repandum Sm.
- Cyclamen rohlfsianum Asch.
- Cyclamen × saundersii Grey-Wilson
- Cyclamen somalense Thulin & Warfa

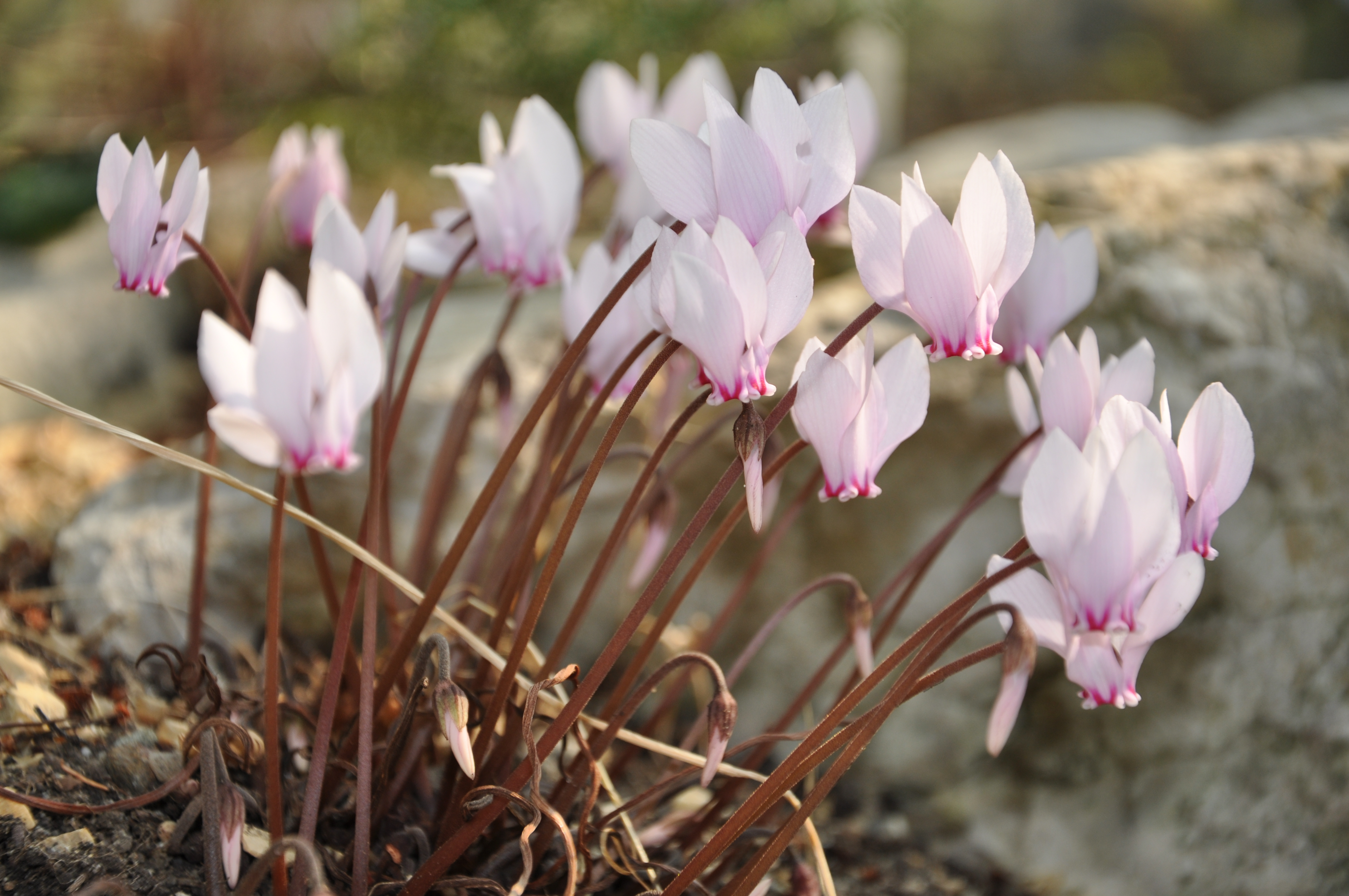
Cyclamen africanum
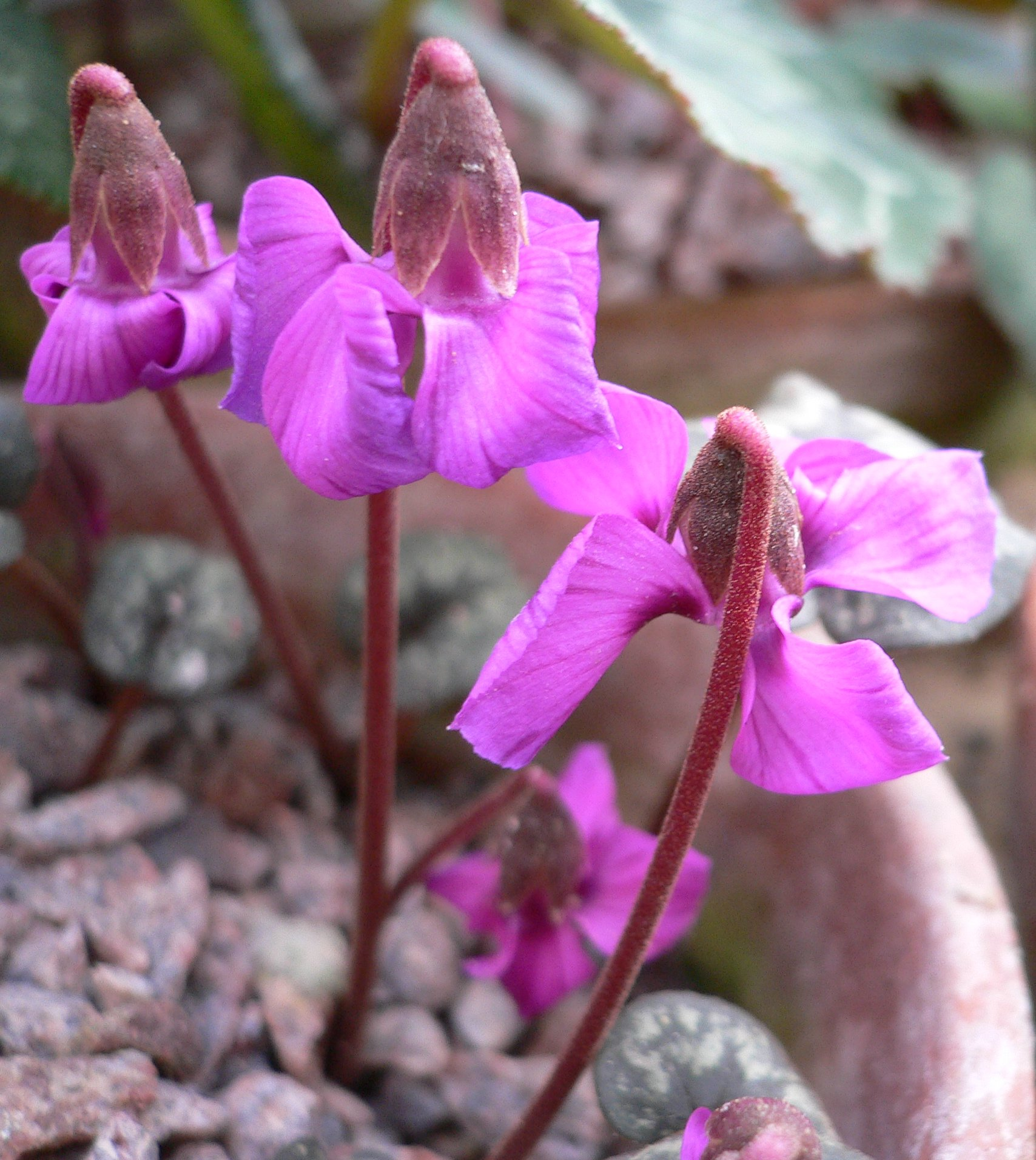
Cyclamen alpinum
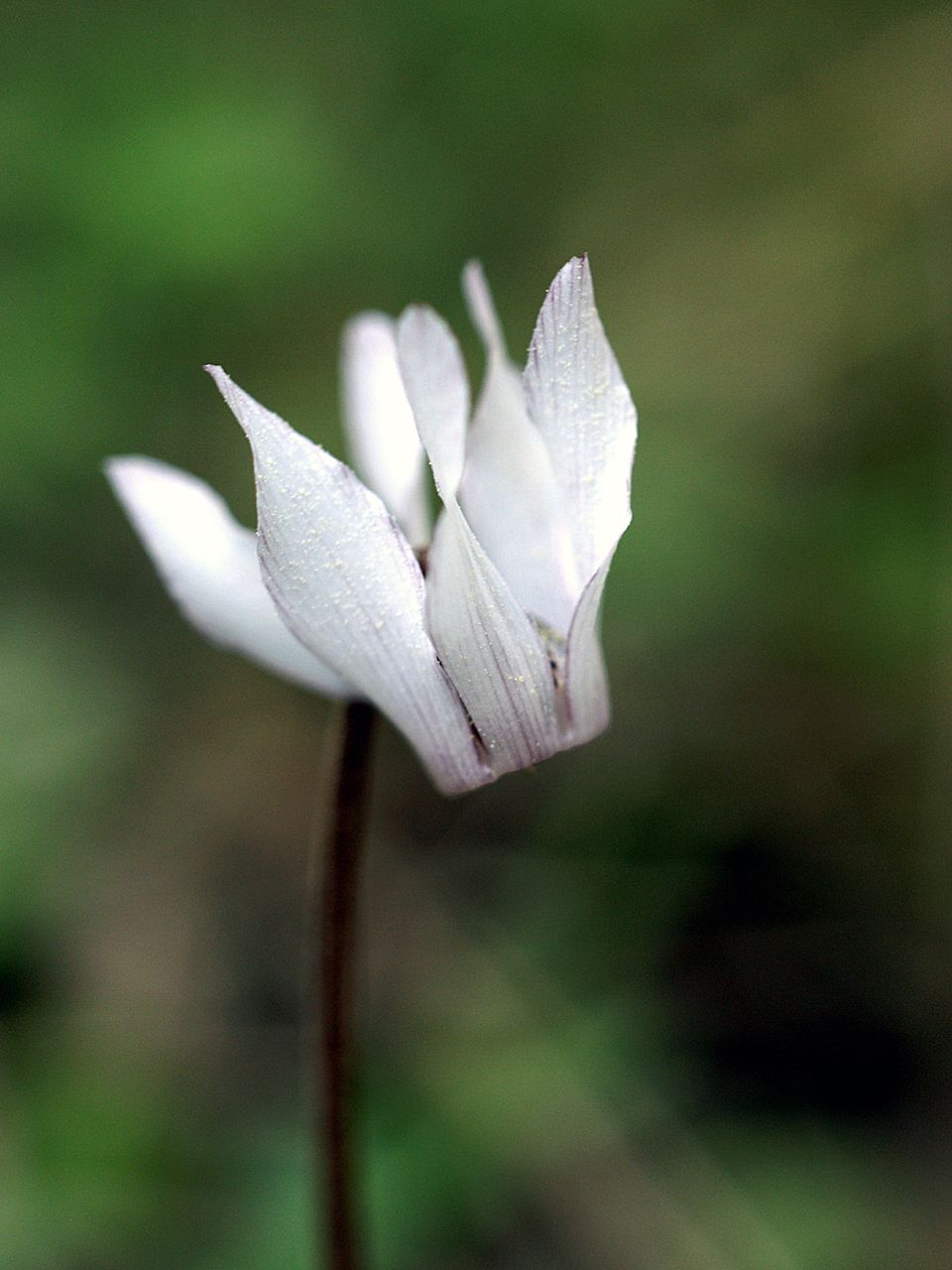
Cyclamen balearicum
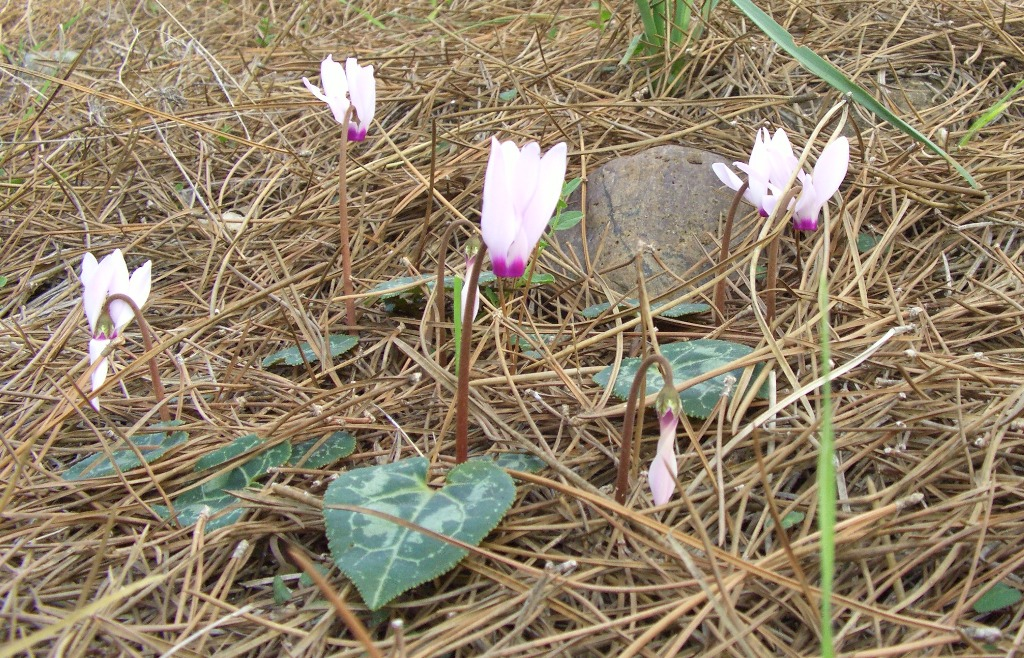
Cyclamen cilicium
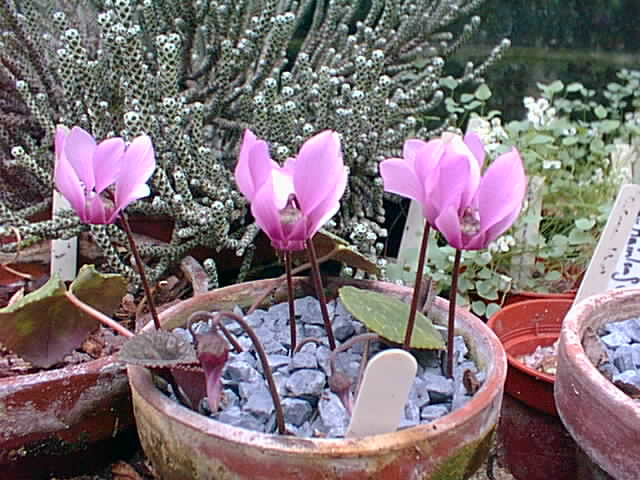
Cyclamen colchicum
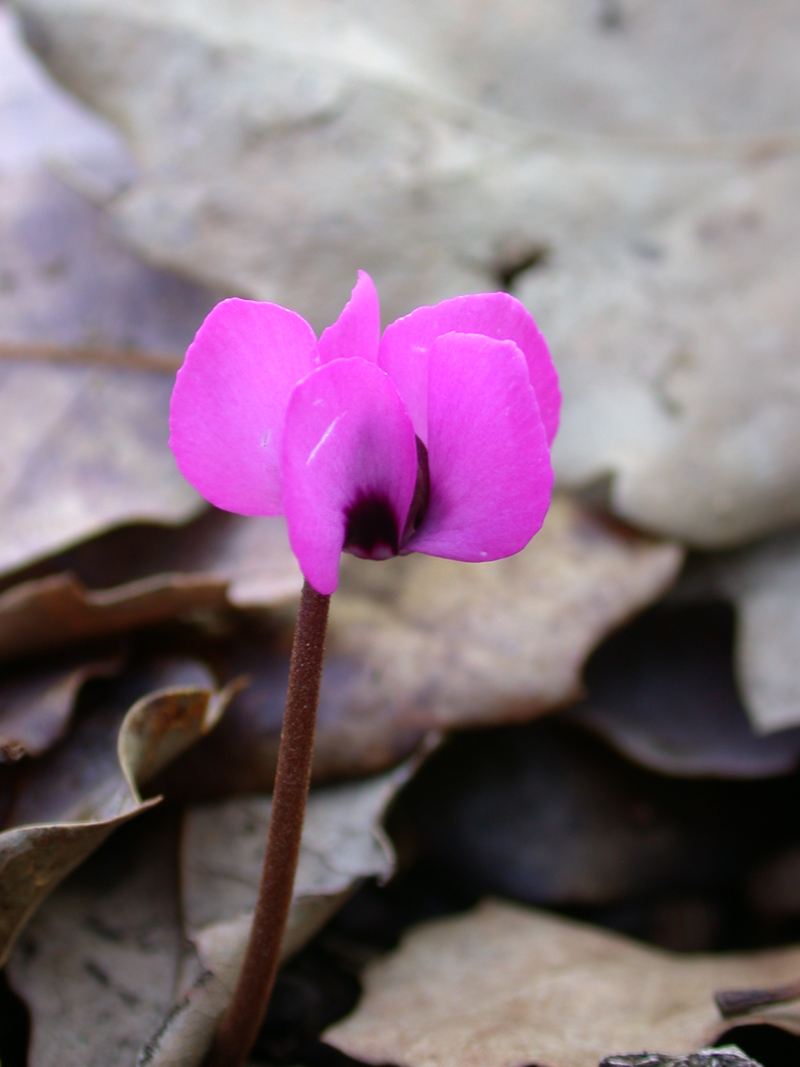
Cyclamen coum
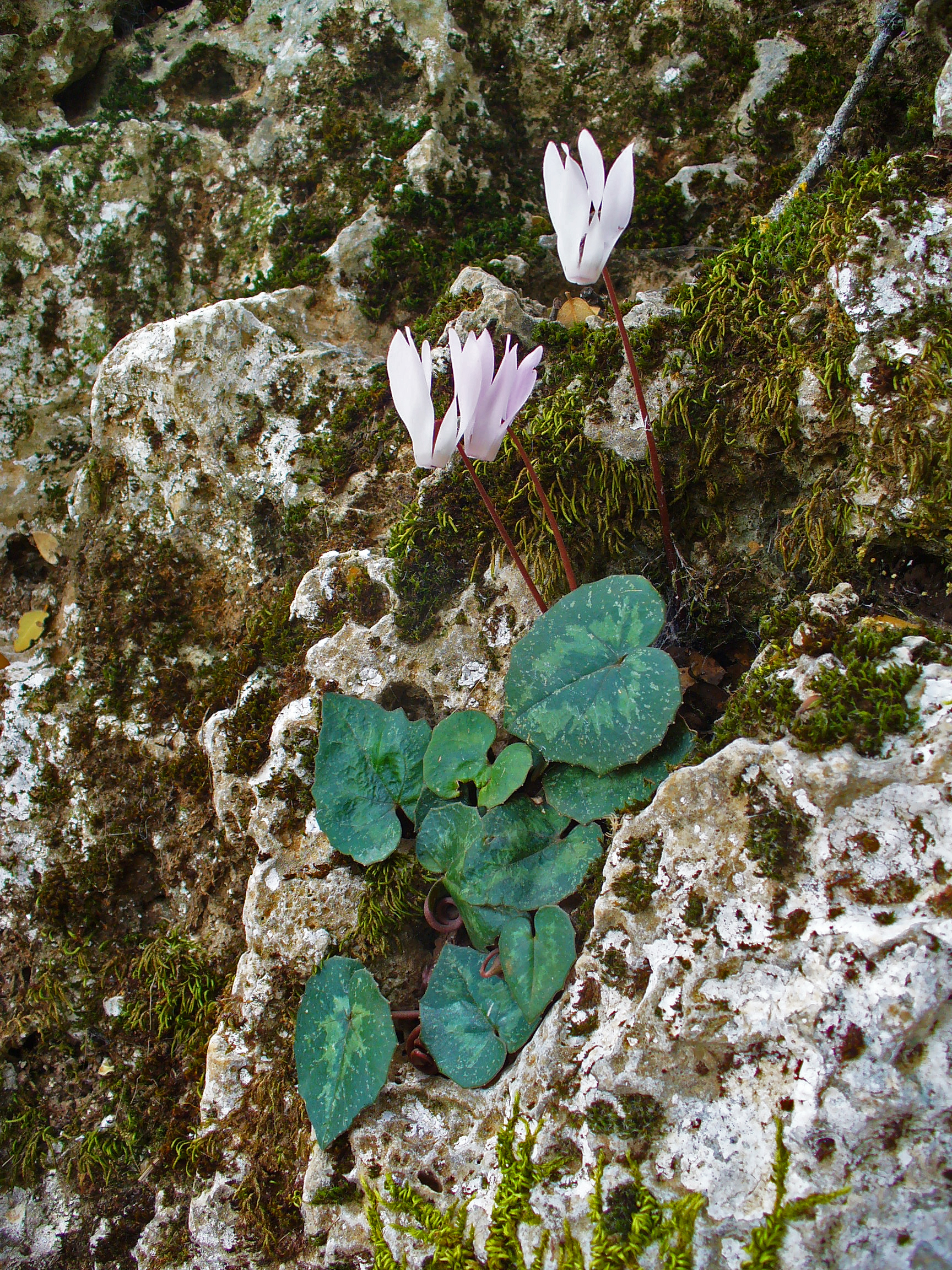
Cyclamen creticum
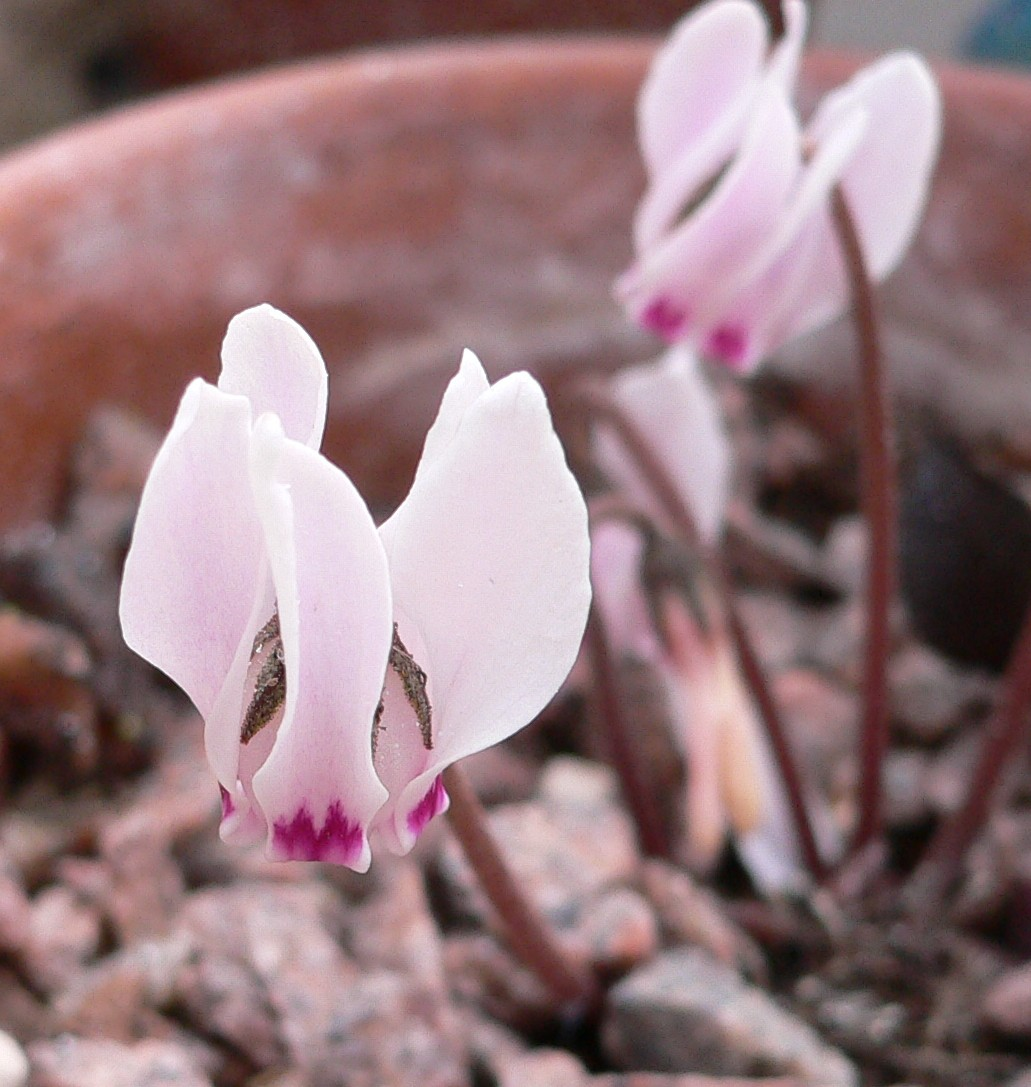
Cyclamen cyprium
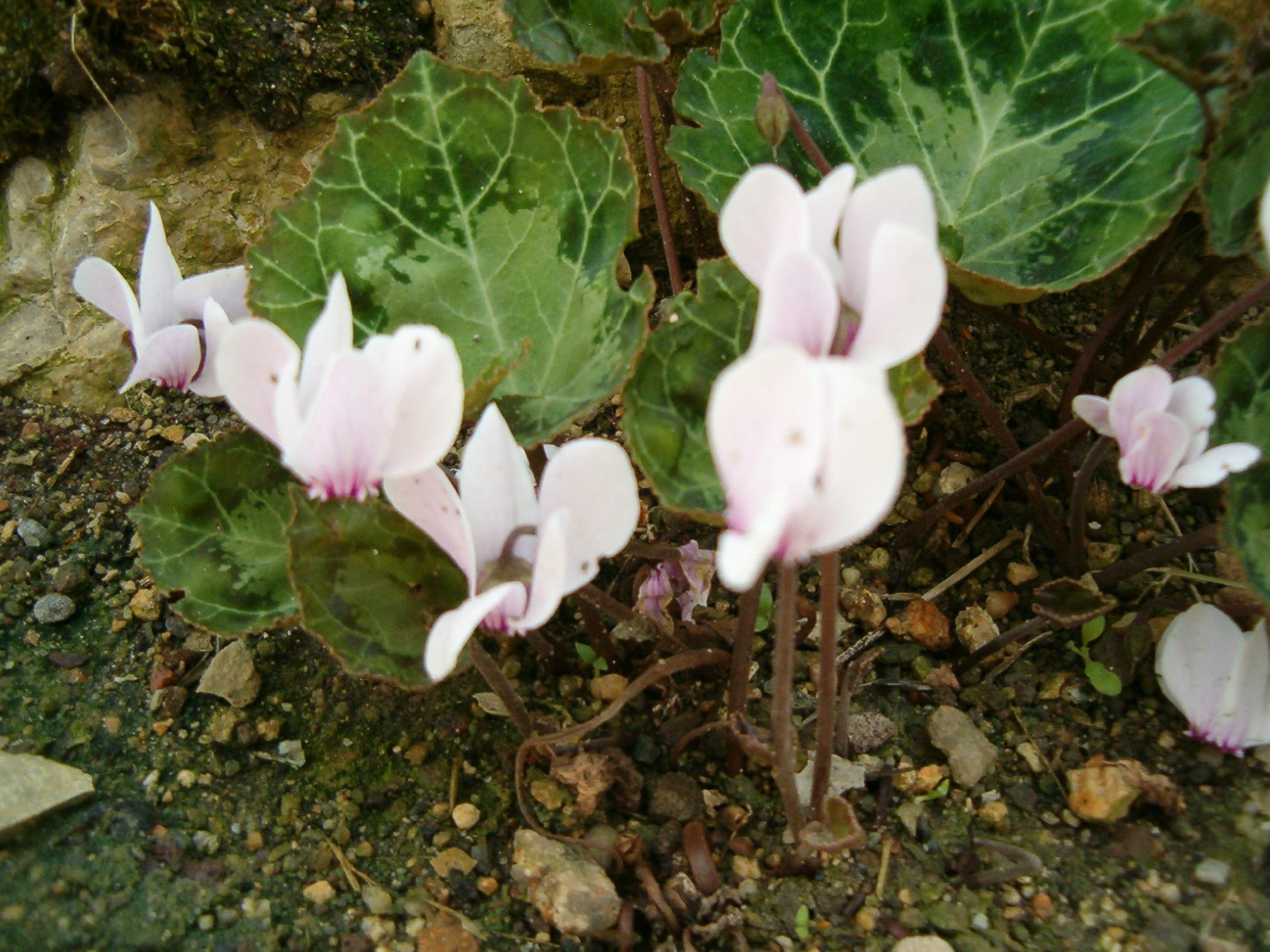
Cyclamen graecum
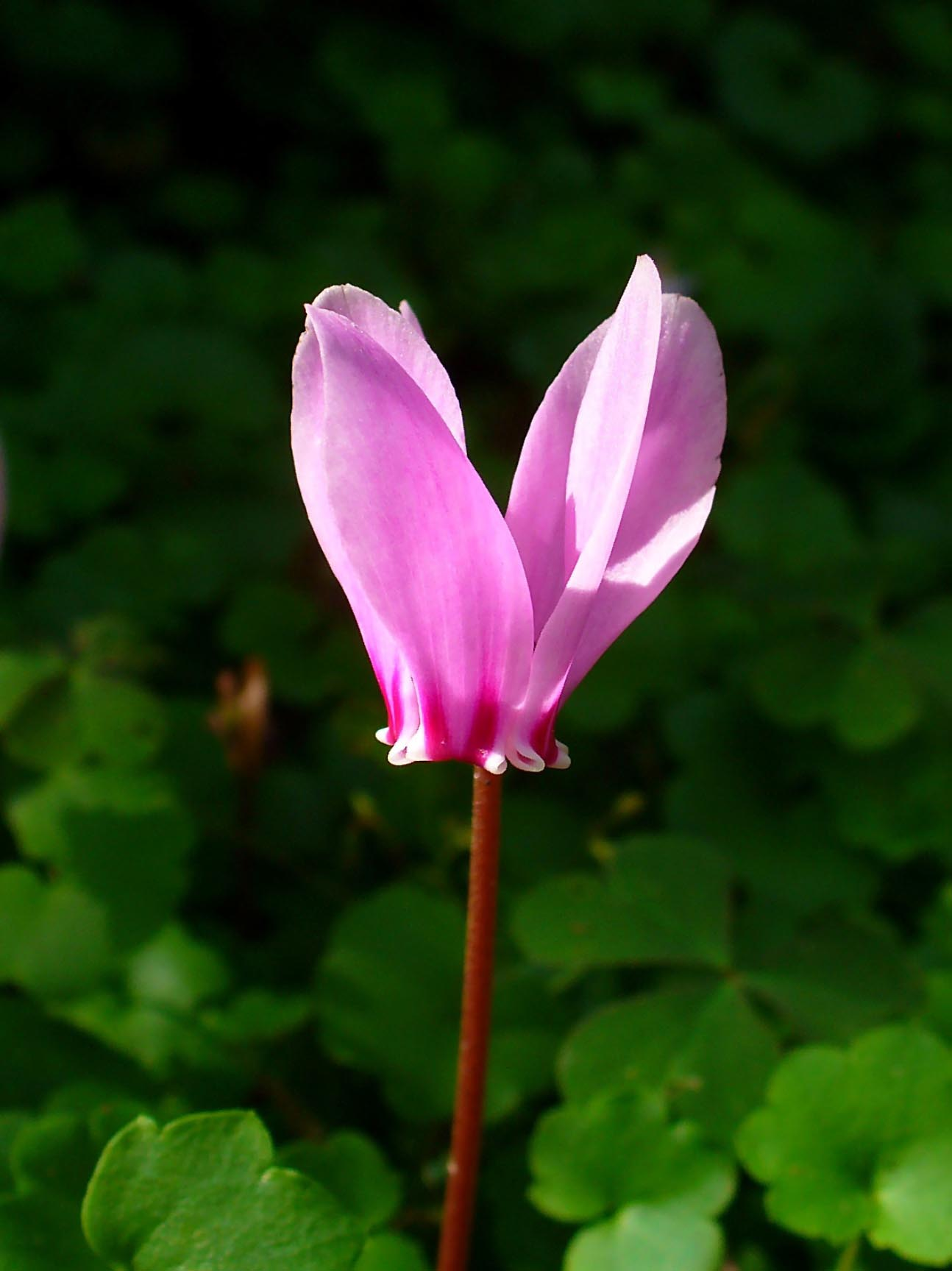
Cyclamen hederifolium
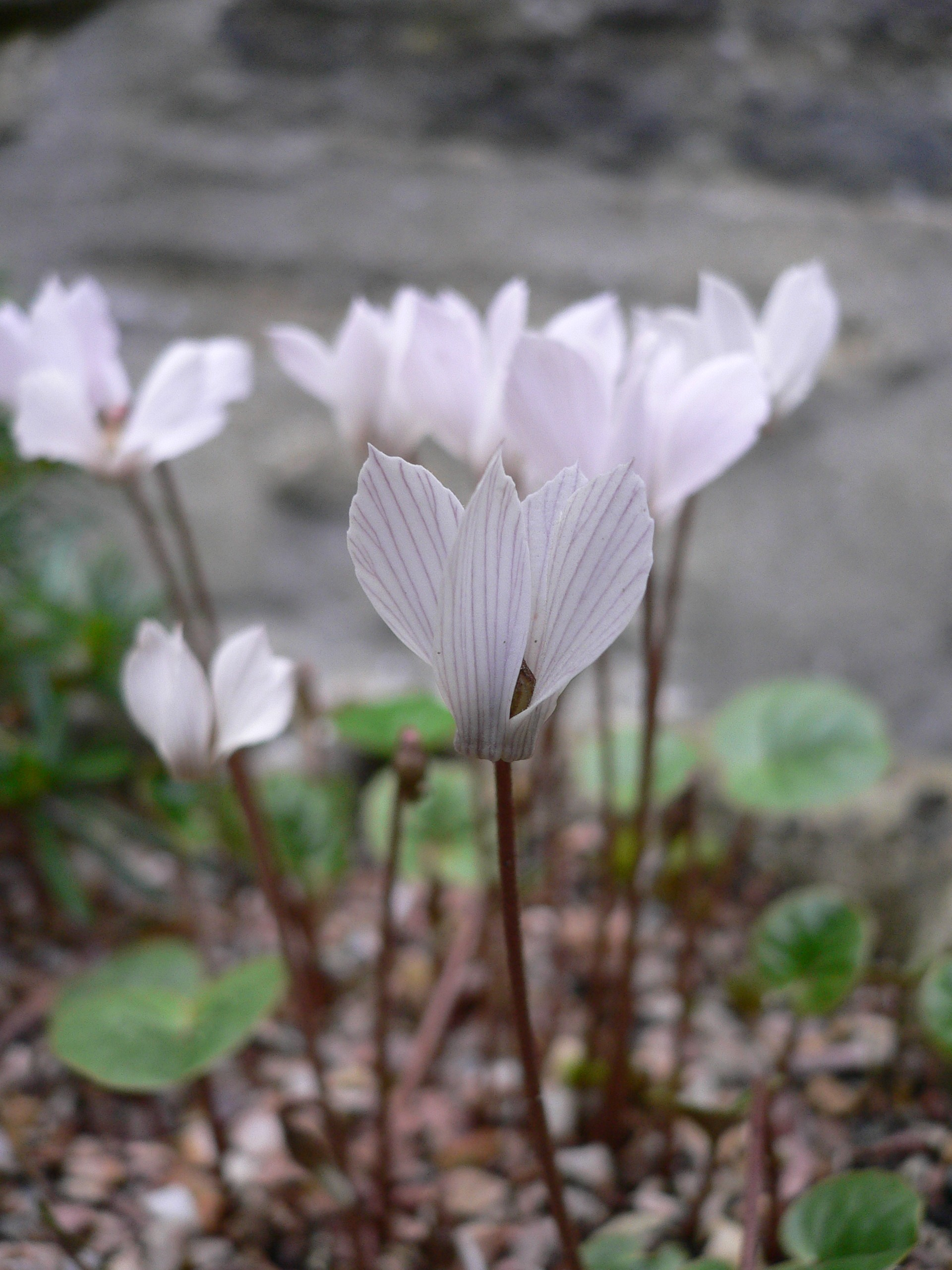
Cyclamen intaminatum
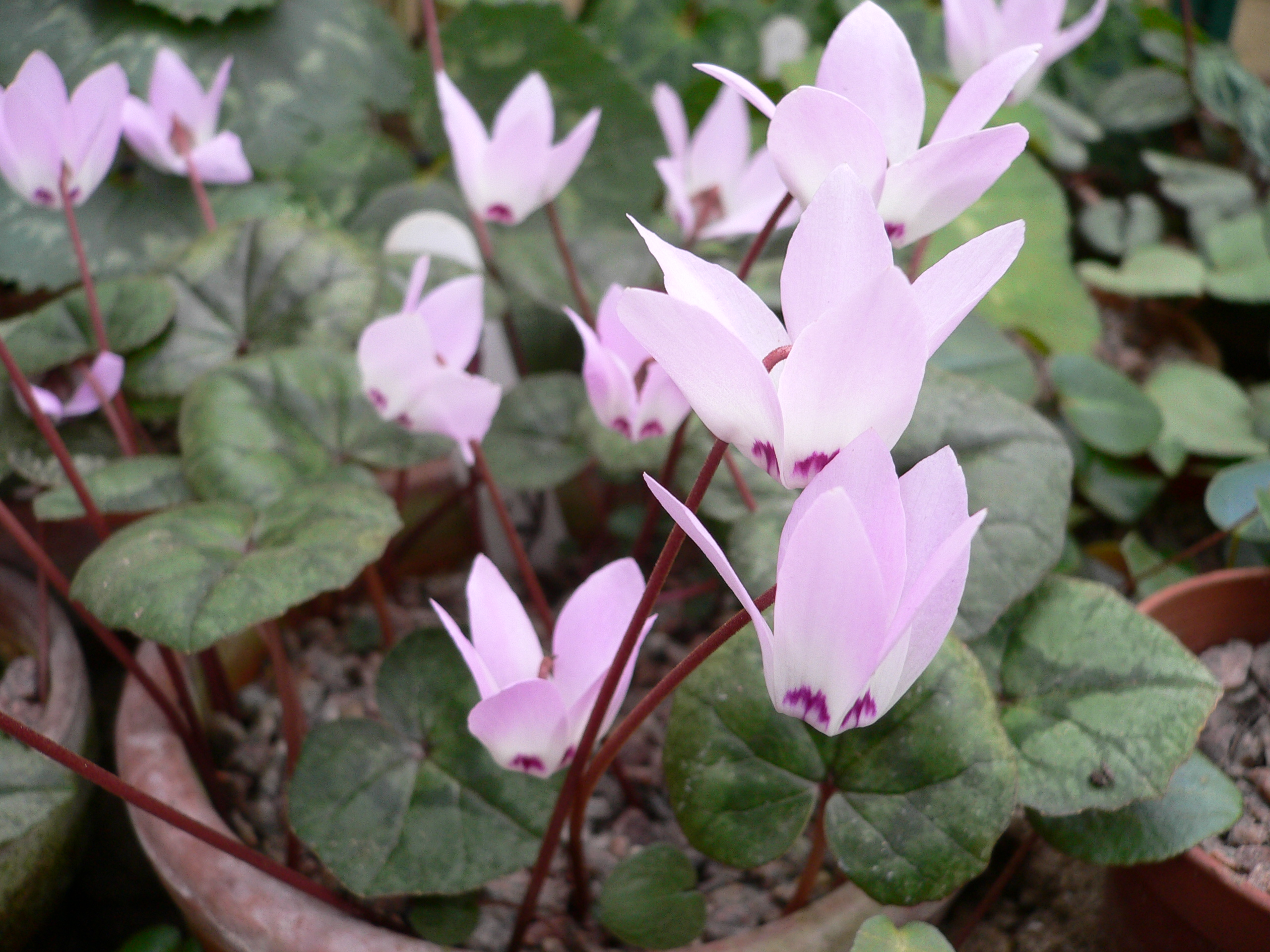
Cyclamen libanoticum
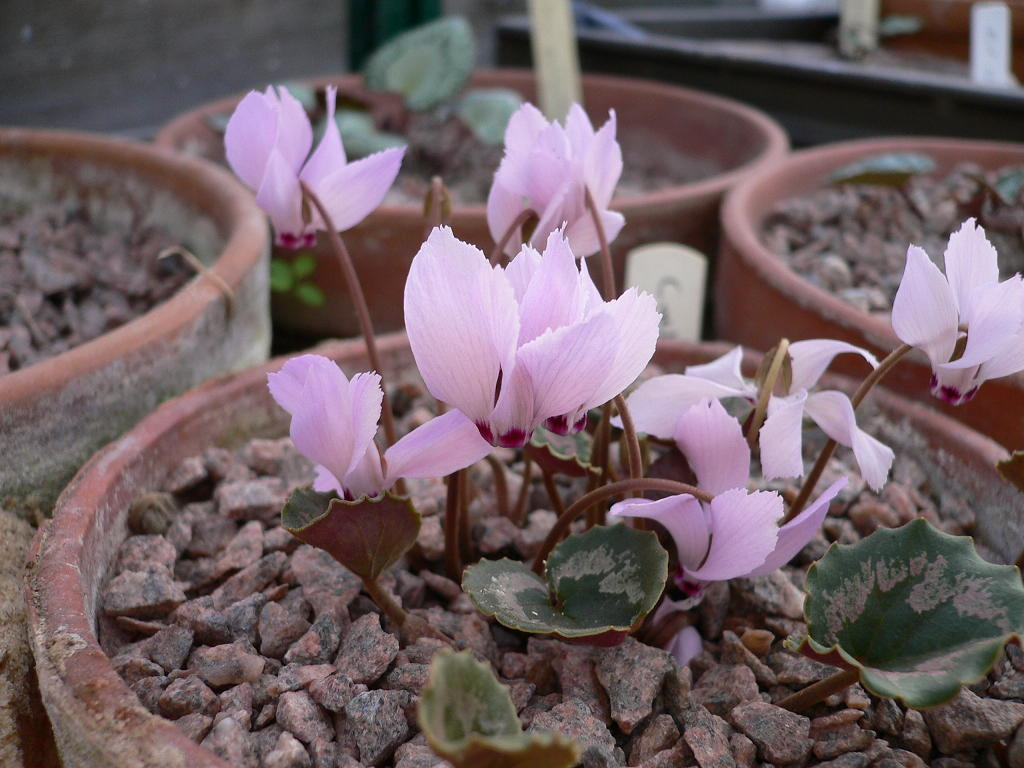
Cyclamen mirabile
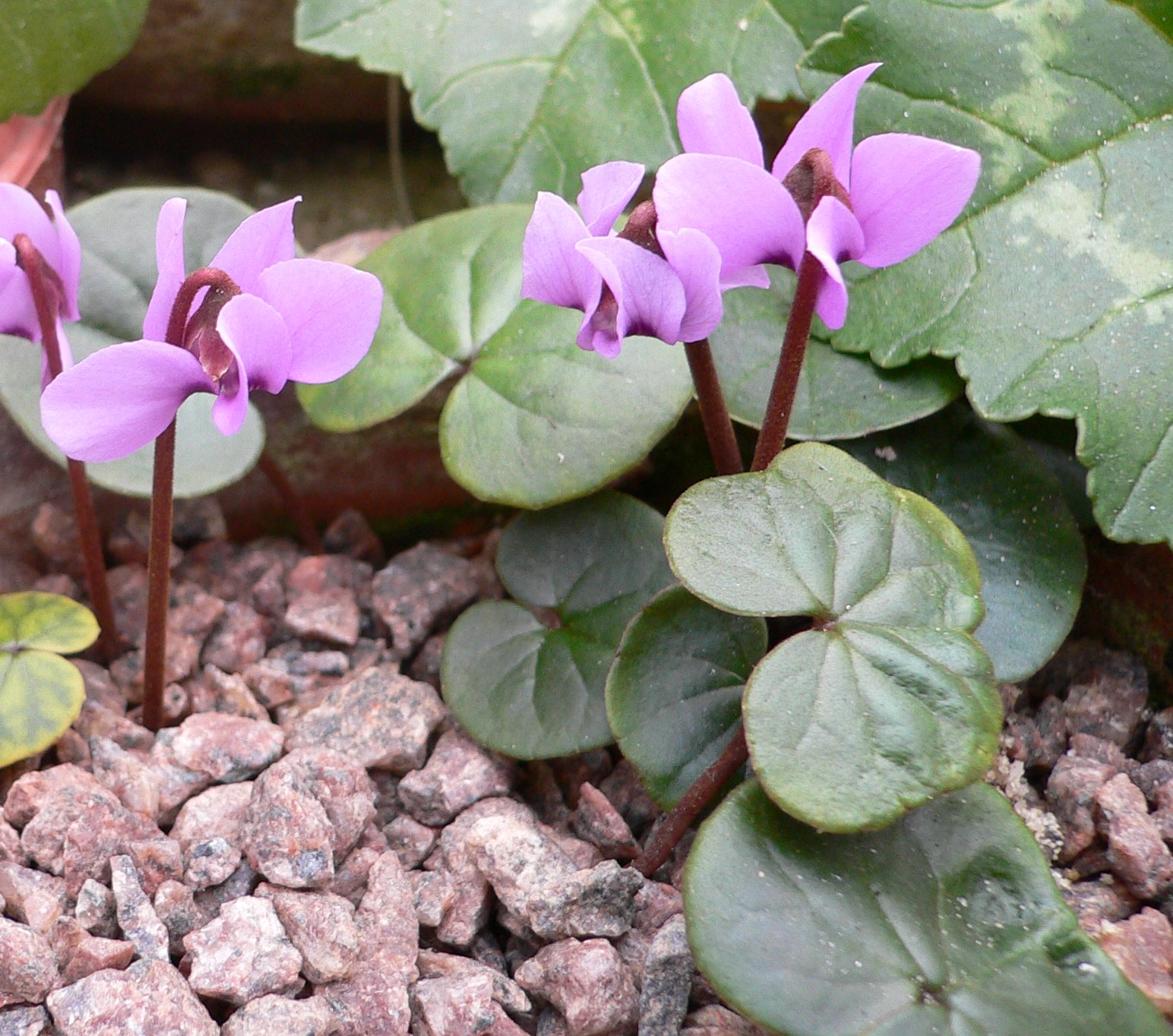
Cyclamen parviflorum
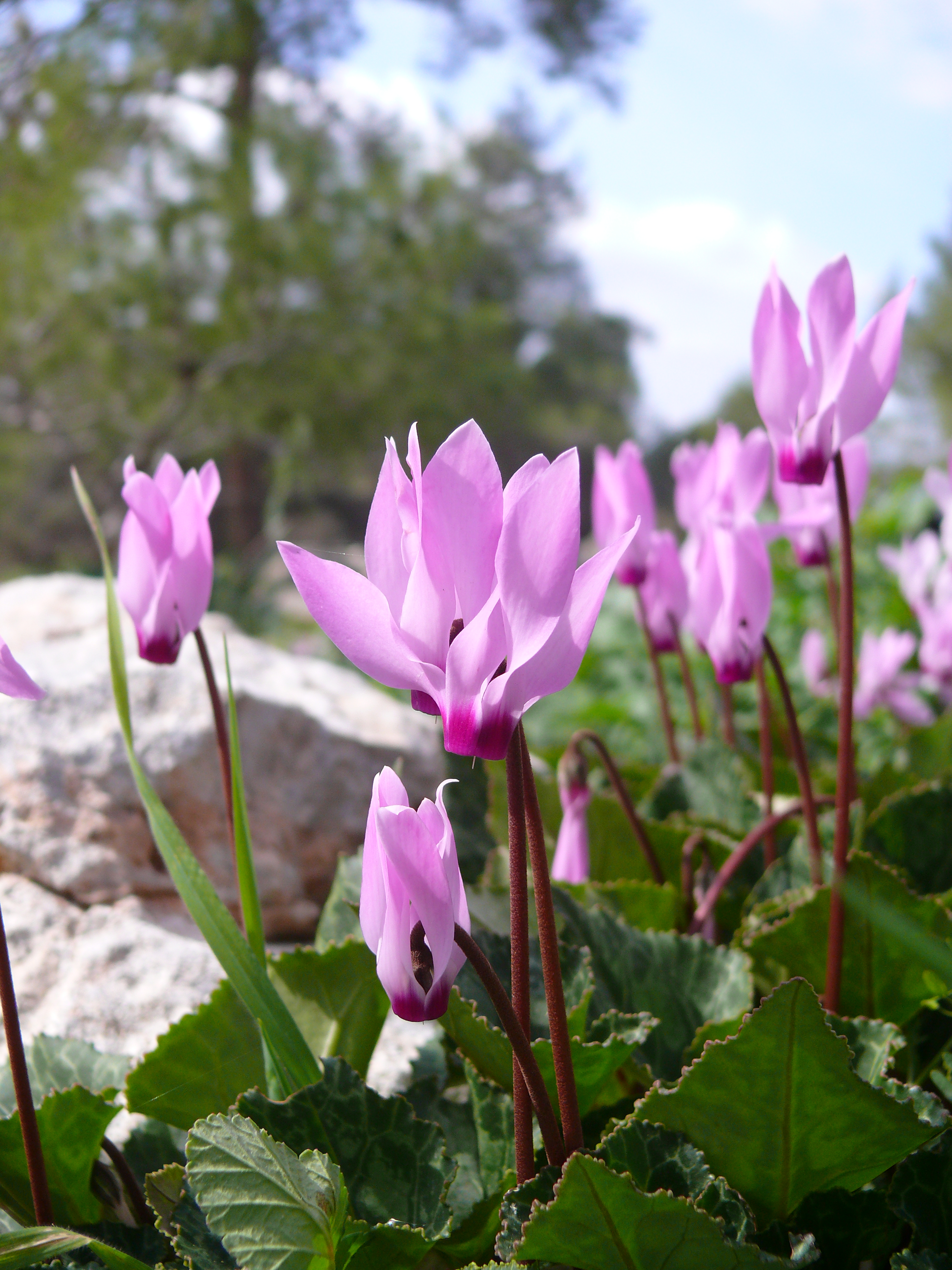
Cyclamen persicum
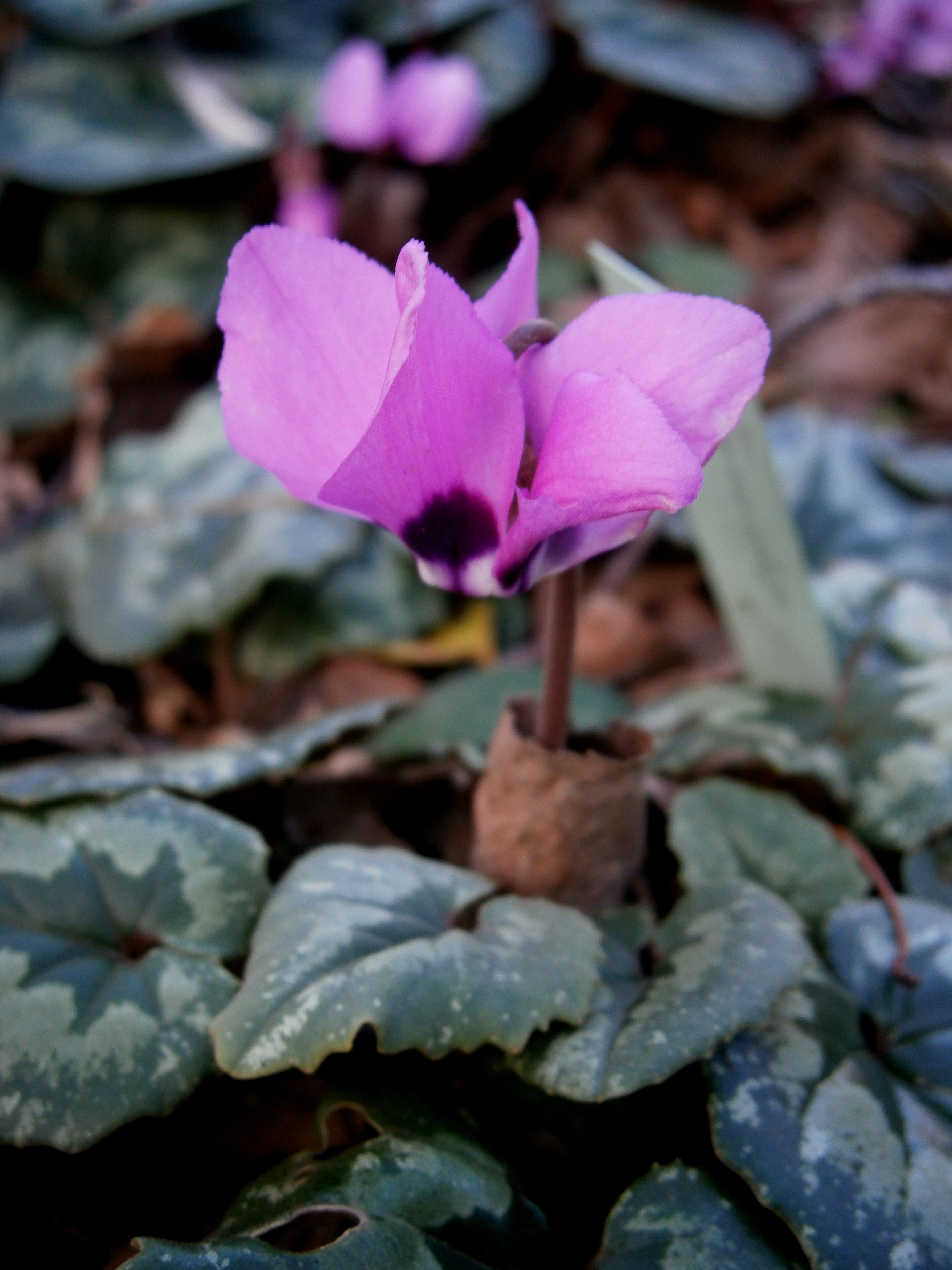
Cyclamen pseudibericum
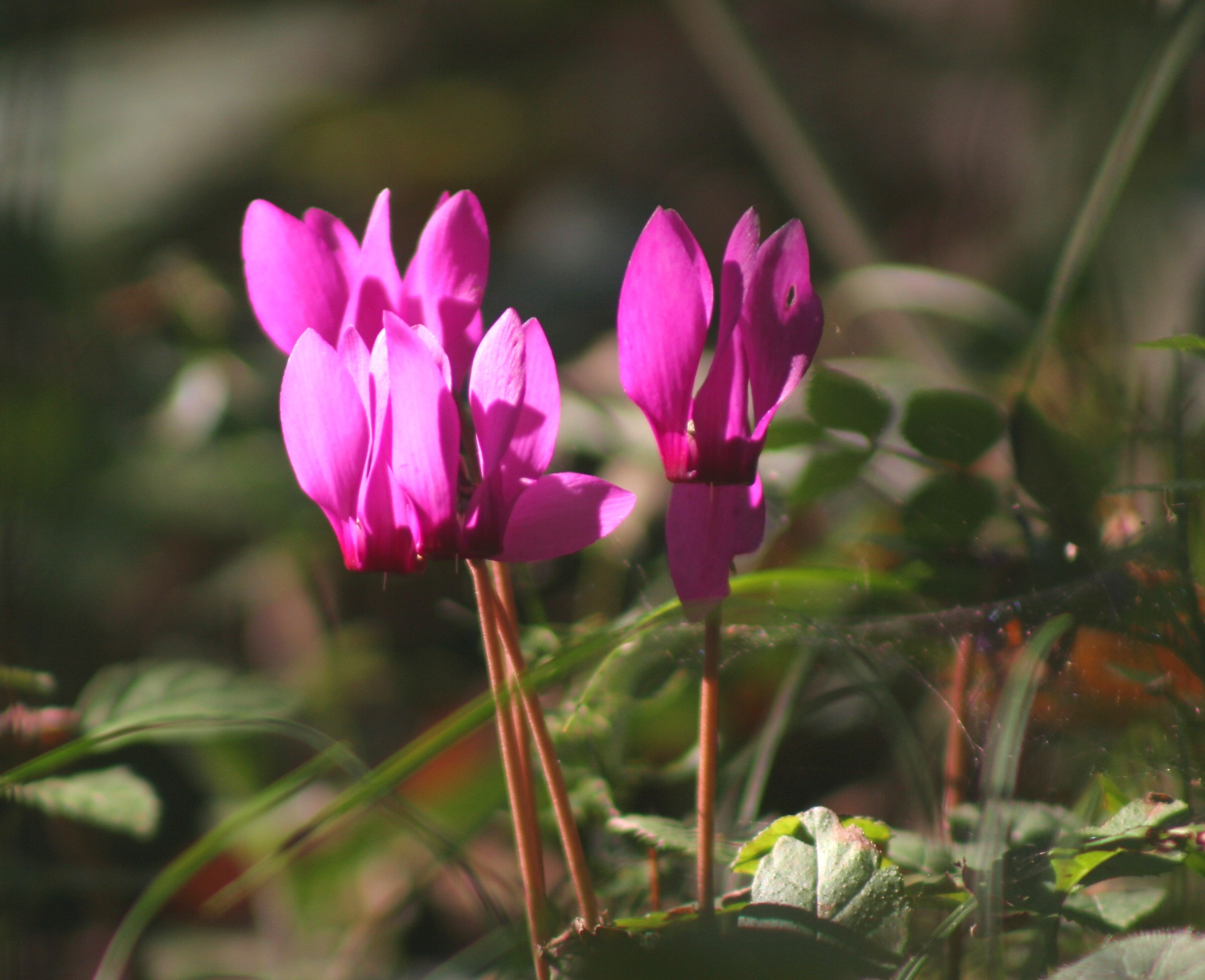
Cyclamen purpurascens
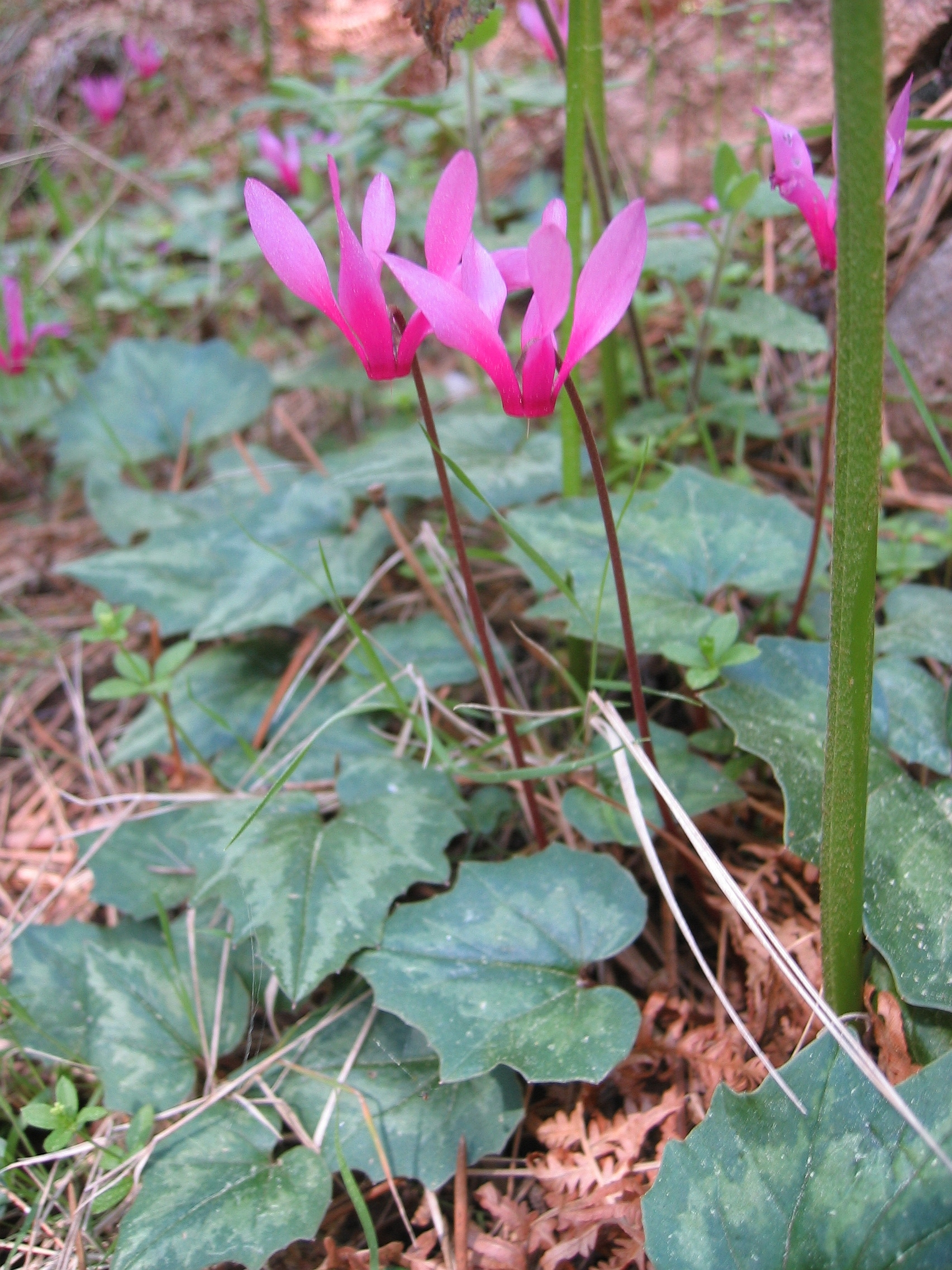
Cyclamen repandum
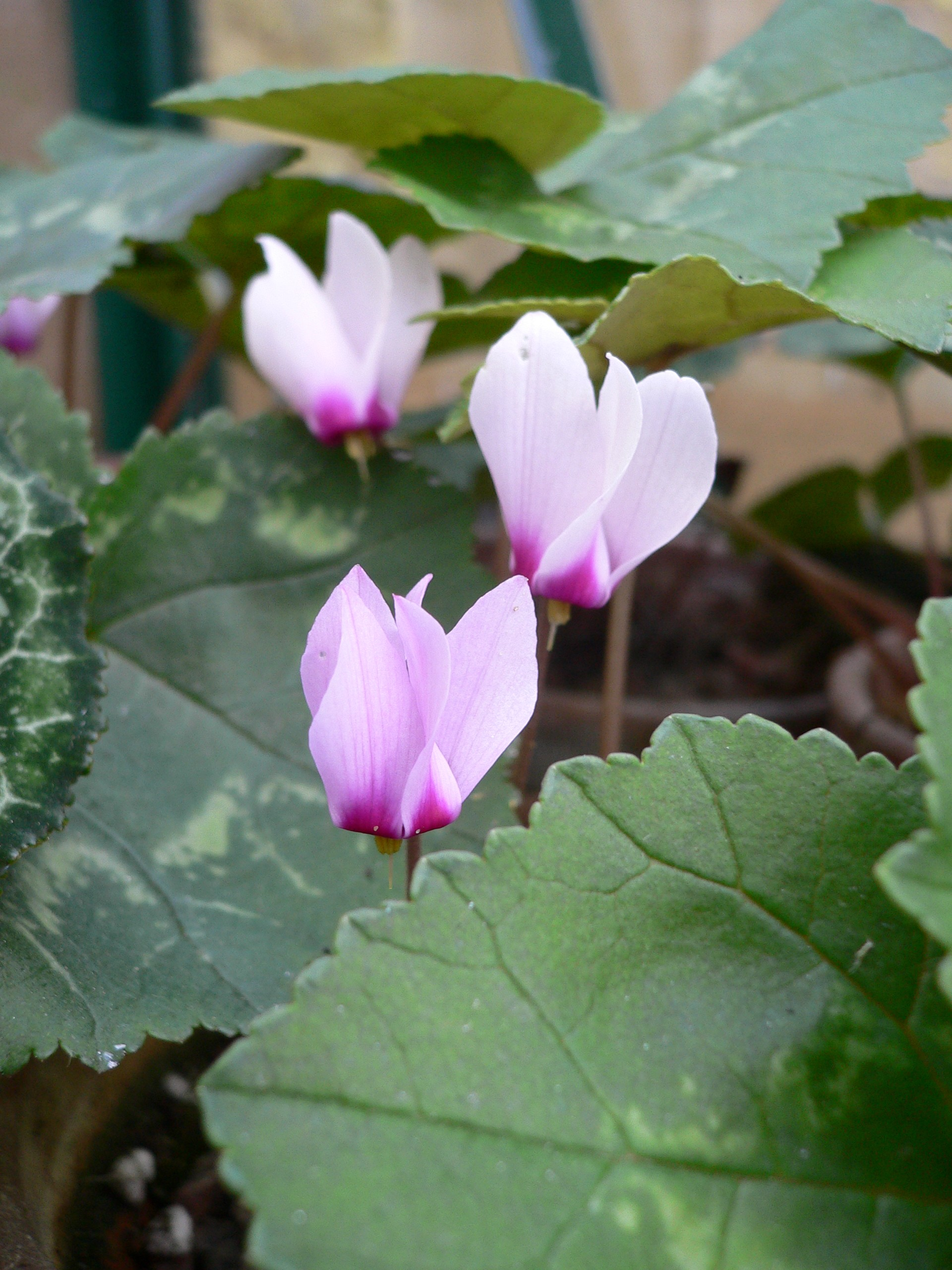
Cyclamen rohlfsianum

### Specie spontanee della flora italiana
Qui di seguito sono indicate le caratteristiche principali delle tre specie spontanee della flora italiana:
- Cyclamen hederifolium Aiton (sinonimo = C. neapolitanum Ten.) – Ciclamino napoletano: le foglie terminano con un apice acuto, mentre i margini sono percorsi da denti grossolani; la lamina fogliare ricorda quella dell'edera; i fiori sono inodori di colore rosa e chiazzati di purpureo alla base dei petali e fioriscono in autunno; la corolla è auricolata. Si trova al centro – sud – isole fino a 1300 m s.l.m..
- Cyclamen repandum S. & S. (sinonimi = C. vernale O.Schwarz, non Miller; = C. vernum Rchb) – Ciclamino primaverile: le foglie terminano con un apice acuto ed hanno una forma più triangolare, mentre i margini sono percorsi da denti grossolani; i fiori sono profumati, di colore purpureo e fioriscono in primavera; la corolla non è auricolata. Si trova al centro – sud – isole fino a 1200 m s.l.m..
- Cyclamen purpurascens Miller (sinonimo = C. europaeum Auct.) - Ciclamino delle Alpi: l'apice delle foglie è arrotondato, mentre i margini sono regolarmente crenulati; i fiori sono notevolmente profumati e fioriscono in autunno; la corolla è purpurea senza orecchiette. Si trova solo al nord sulle Alpi fino a 1900 m s.l.m..

## Usi

### Cucina
In cucina non si deve usare: è una pianta velenosa. 

### Giardinaggio
I primi documenti, sull'uso dei ciclamini nei giardini europei, risalgono al 1596 col profumato Cyclamen purpurascens, e con il Cyclamen coum dai vari colori (bianco, rosa o rosso scuro) importato dall'isola di Coo. In Inghilterra però, ancor prima di questa data era presente il Cyclamen hederifolium (conosciuto anche come C. neapolitanum); probabilmente era giunto sull'isola in tempi remoti tramite coltivazioni, e quindi pare che si sia naturalizzato allo stato subspontaneo.

### Coltivazione

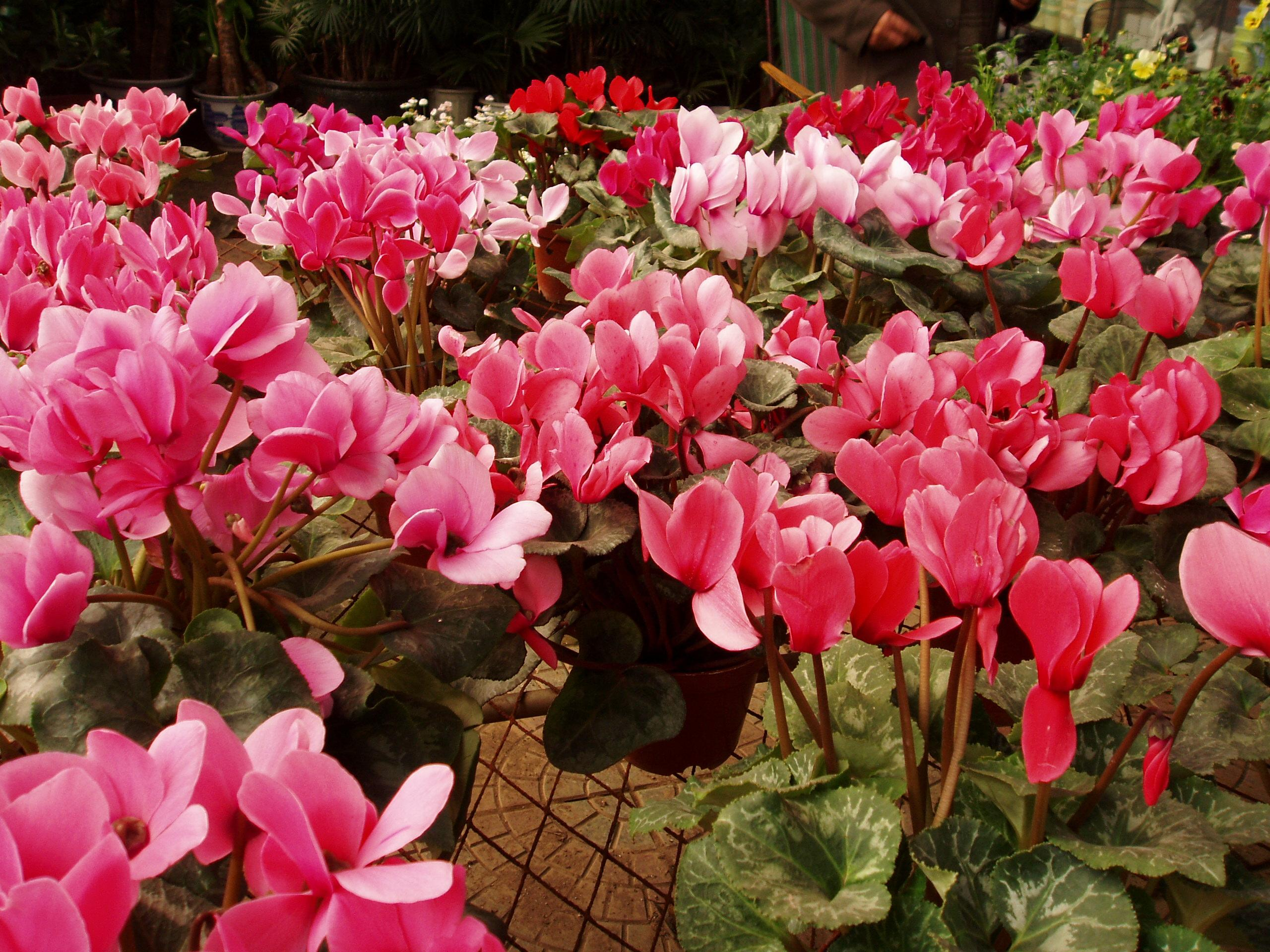
Ciclamino di Persia

Il ciclamino è una pianta facile da coltivare e molto generosa: con le giuste cure può fiorire abbondantemente per mesi e produrre molti semi. Può essere coltivato in vaso o in piena terra, in ambienti freschi e umidi riparati dal sole estivo, richiede terriccio di foglie e letame maturo mescolato a sabbia. Il tubero del ciclamino è molto sensibile a muffe e marcescenze che possono derivare da un terriccio fradicio per molto tempo e scarsa aerazione. Per questo motivo è molto importante innaffiare il ciclamino dal basso senza bagnare il tubero. Un altro accorgimento importante atto a evitare marciumi è eliminare foglie e fiori vecchi dal picciolo.

La riproduzione può avvenire per seme in ambienti a temperatura e umidità controllata. La germinazione risulta semplice ma i tempi non sono brevissimi e le piantine impiegheranno almeno un anno prima di fiorire. Gli esemplari più grossi possono essere riprodotti per divisione dei tuberi vecchi dopo un periodo di riposo, ricordando che ogni porzione di tubero deve avere almeno una gemma.

#### Avversità
- Attacchi dei tisanotteri Scirtothrips longipennis e Heliothrips haemorrhoidalis con danni ai fiori e macchie bruno-rossastre sulla pagine inferiore delle foglie
- Deformazione di foglie e boccioli per acari delle specie Tarsonemus pallidus, Hemitarsonemus latus e altre ancora
- Appassimento e marciume dei germogli per Gloeosporium cyclaminis
- Avvizzimento repentino e successiva morte della pianta per Verticillium albo-atrum e specie del genere Fusarium
- Mal del piede per attacchi di Fusarium con marciume del piede e muffa bianco-rosa sul colletto
- Marciume radicale con lenta morte della pianta per Thielaviopsis basicola
- Muffa grigia per Botrytis cinerea
- Marciume molle dei tuberi e dei piccioli causato da batteri del genere Erwinia
- Marciume del tubero con afflosciamento rapido della pianta causato da un'eccessiva concimazione calcio-potassica

È da aggiungere che le larve di alcuni lepidotteri (come la specie Naenia typica della famiglia Noctuidae) utilizzano i ciclamini come piante alimentari rovinando così petali e foglie.

#### Specie coltivate

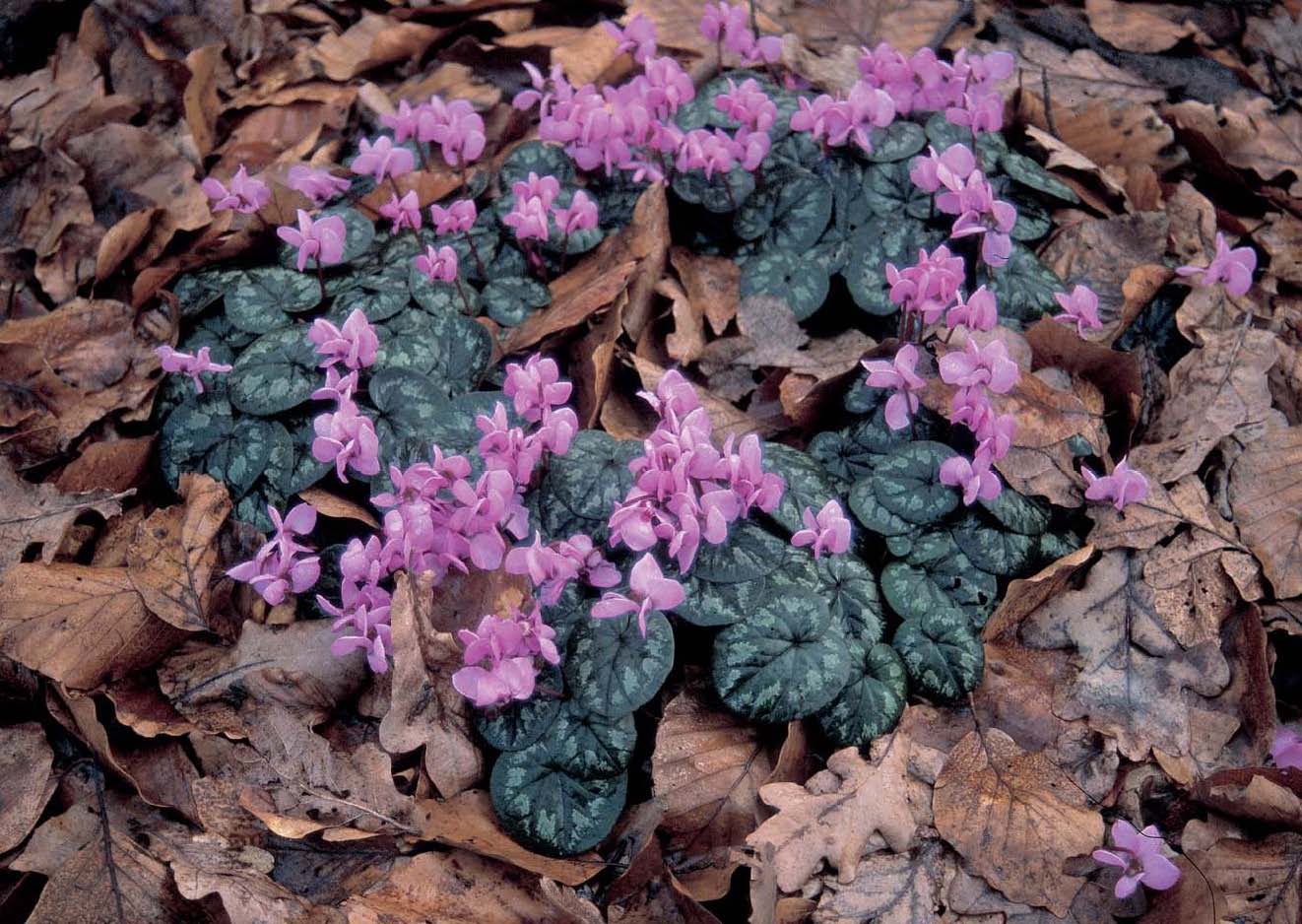
Ciclamino dei boschi

In floricoltura l'unica specie utilizzata per la coltura in vaso come pianta ornamentale è la Cyclamen persicum (Ciclamino di Persia) originaria dell'Asia minore, con fiori grandi coloratissimi ma scarsamente profumati, viene utilizzata per decorare giardini e appartamenti.

Tra le principali specie coltivate ricordiamo:
- Cyclamen persicum Miller
- Cyclamen graecum Hort.
- Cyclamen coum Miller
- Cyclamen balearicum Willk.
- Cyclamen libanoticum Hildebr.

### Raccolta delle specie spontanee
Circa le specie spontanee c'è da ricordare che la maggior parte sono specie protette.

## Riferimenti nella cultura
Nell'antichità il ciclamino era conosciuto soprattutto per le sue virtù terapeutiche (contiene una potente sostanza tossica, la ciclamina, un glucoside dall'effetto purgativo) piuttosto che per le sue qualità ornamentali.
Fu introdotto in Europa nel XVI secolo, e fu coltivato nei giardini botanici della regina Elisabetta I d'Inghilterra. La Chiesa cattolica vi vedeva il simbolo del cuore di Maria che sanguina sulla terra, simbolismo ripreso dai pittori fiamminghi.
Poco considerato nel XVIII secolo, è tornato in voga a partire dal XIX secolo.
In Giappone, il ciclamino è il fiore sacro dell'amore.
Nel Giro d'Italia di ciclismo dal 1970, il leader della classifica a punti veste una maglia del colore dei petali, chiamata appunto Maglia ciclamino. Dal 2011 anche nella versione femminile della corsa, il Giro Donne, l'analoga leader veste una maglia di tale colore.

## Galleria d'immagini

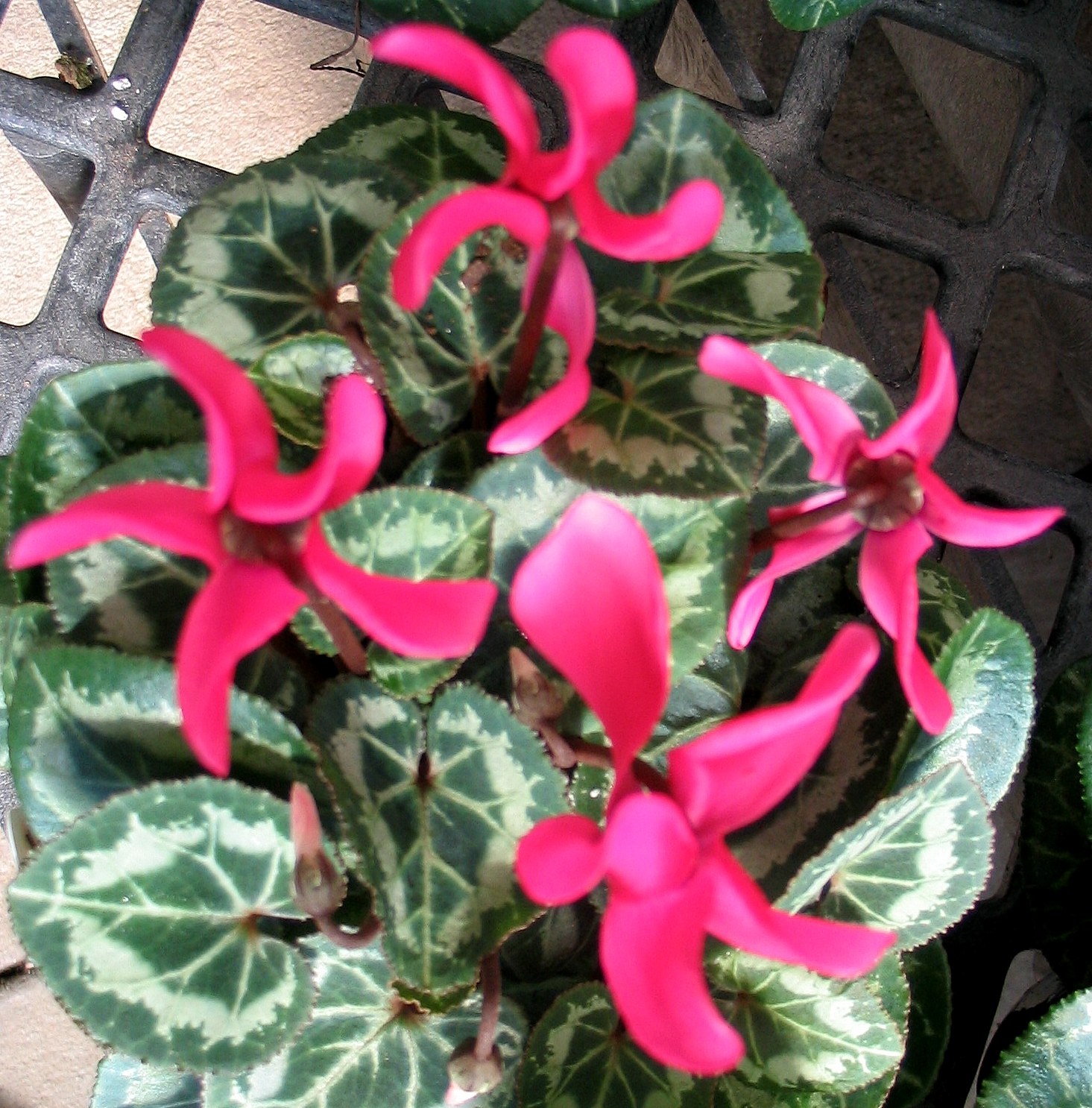
Cultivar di Ciclamino
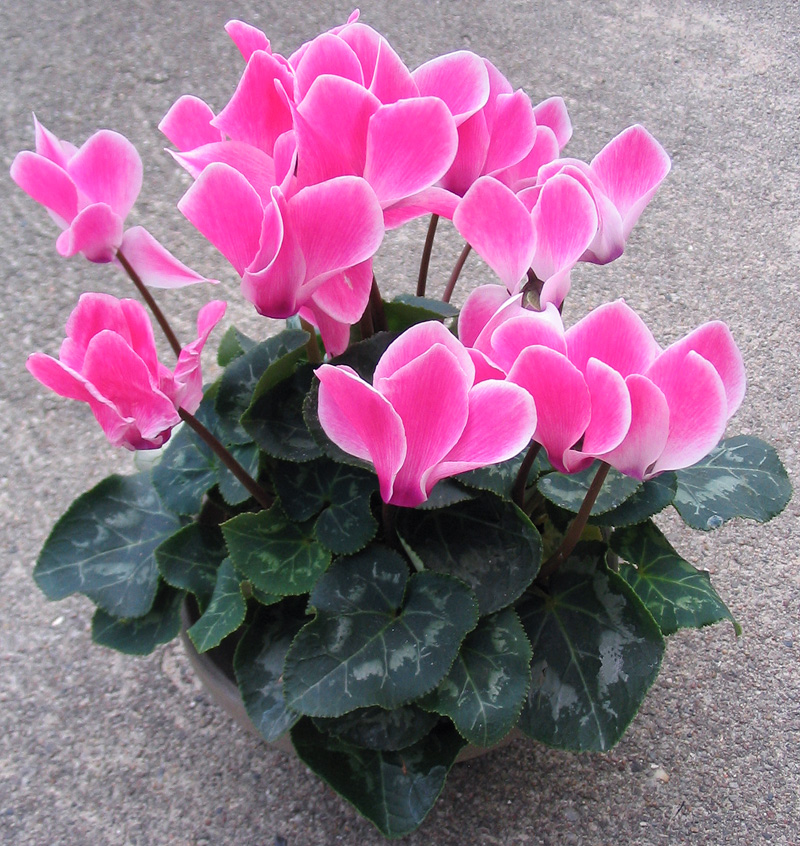
Cultivar di Ciclamino
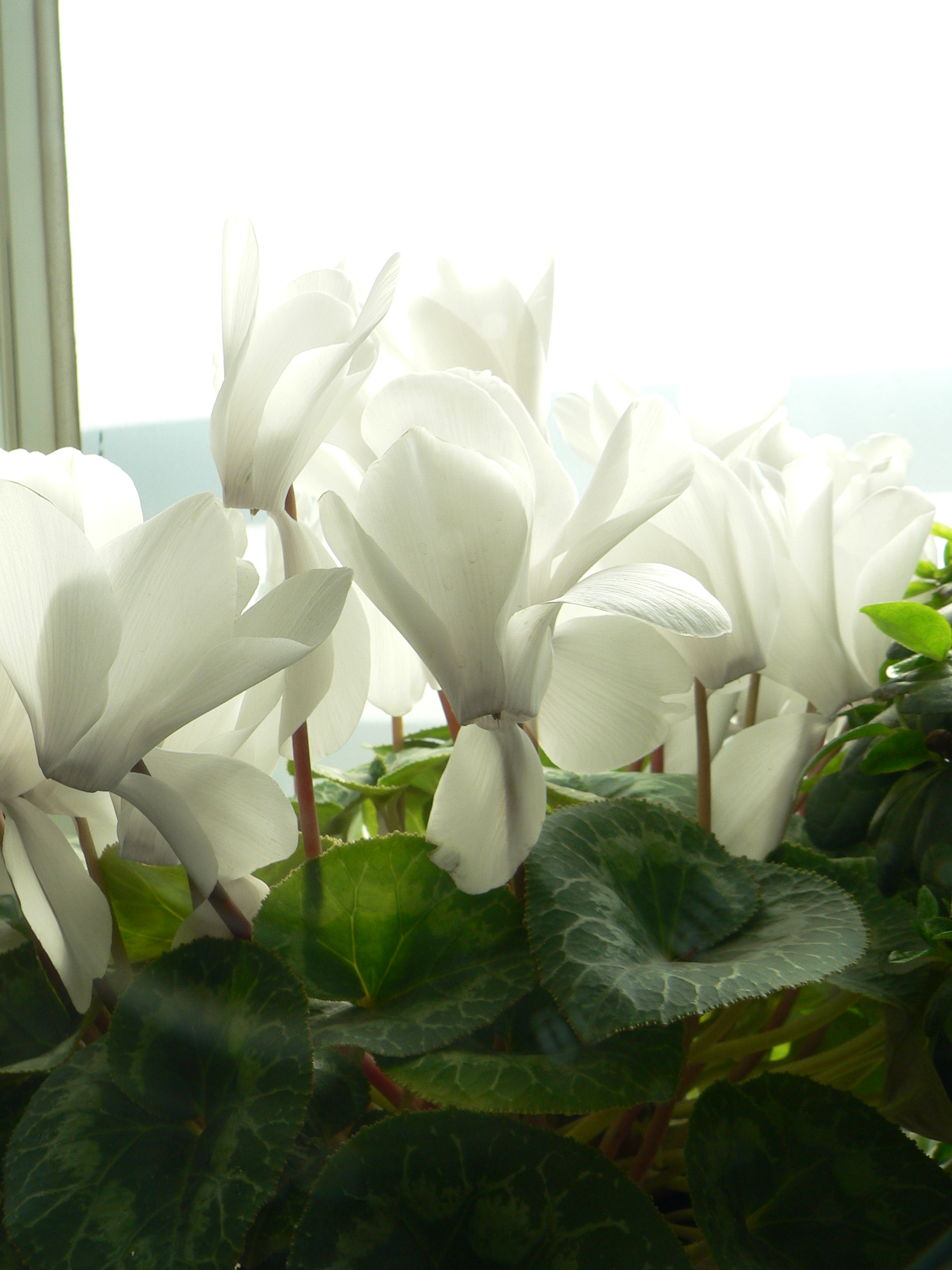
Cultivar di Ciclamino
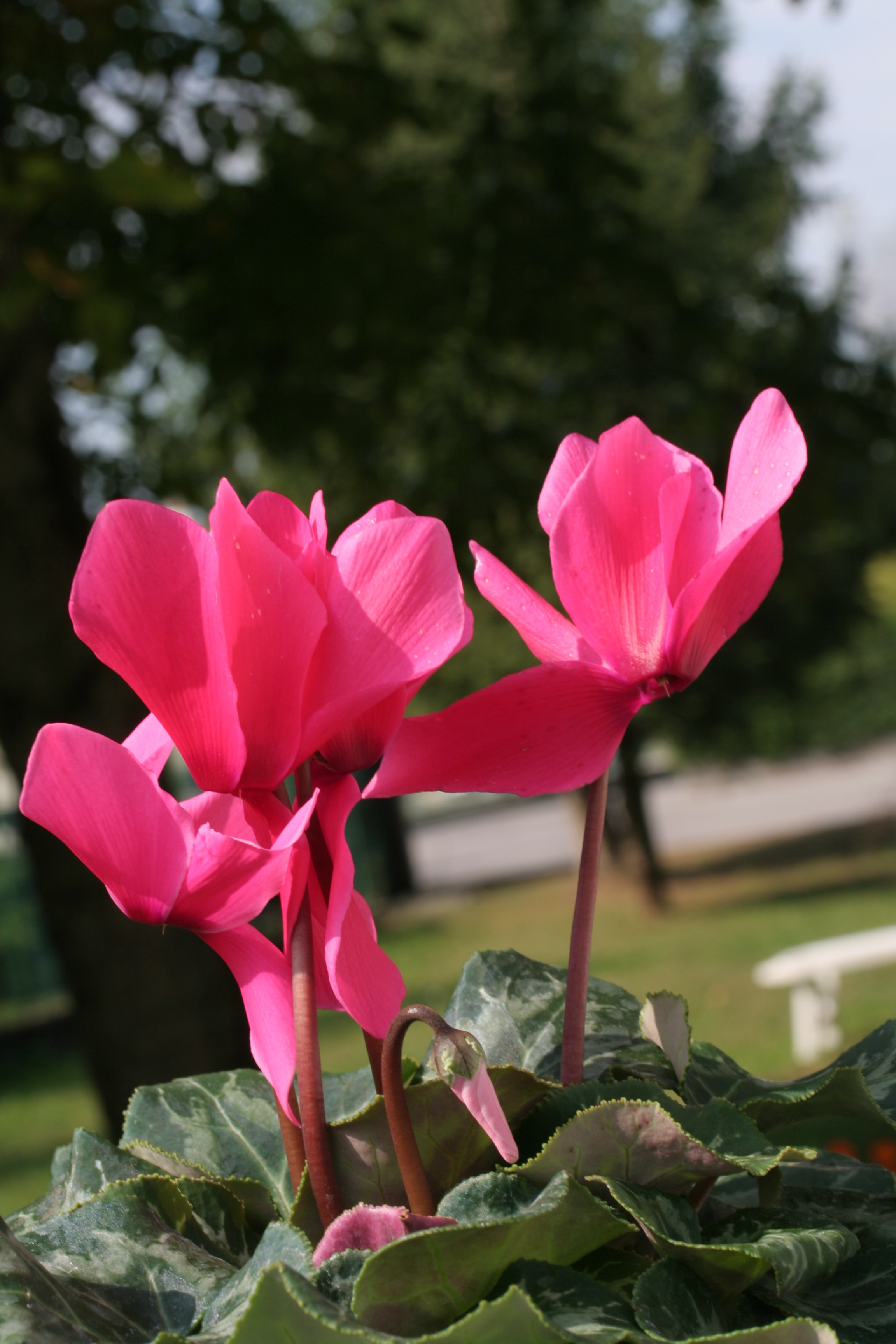
Cultivar di Ciclamino
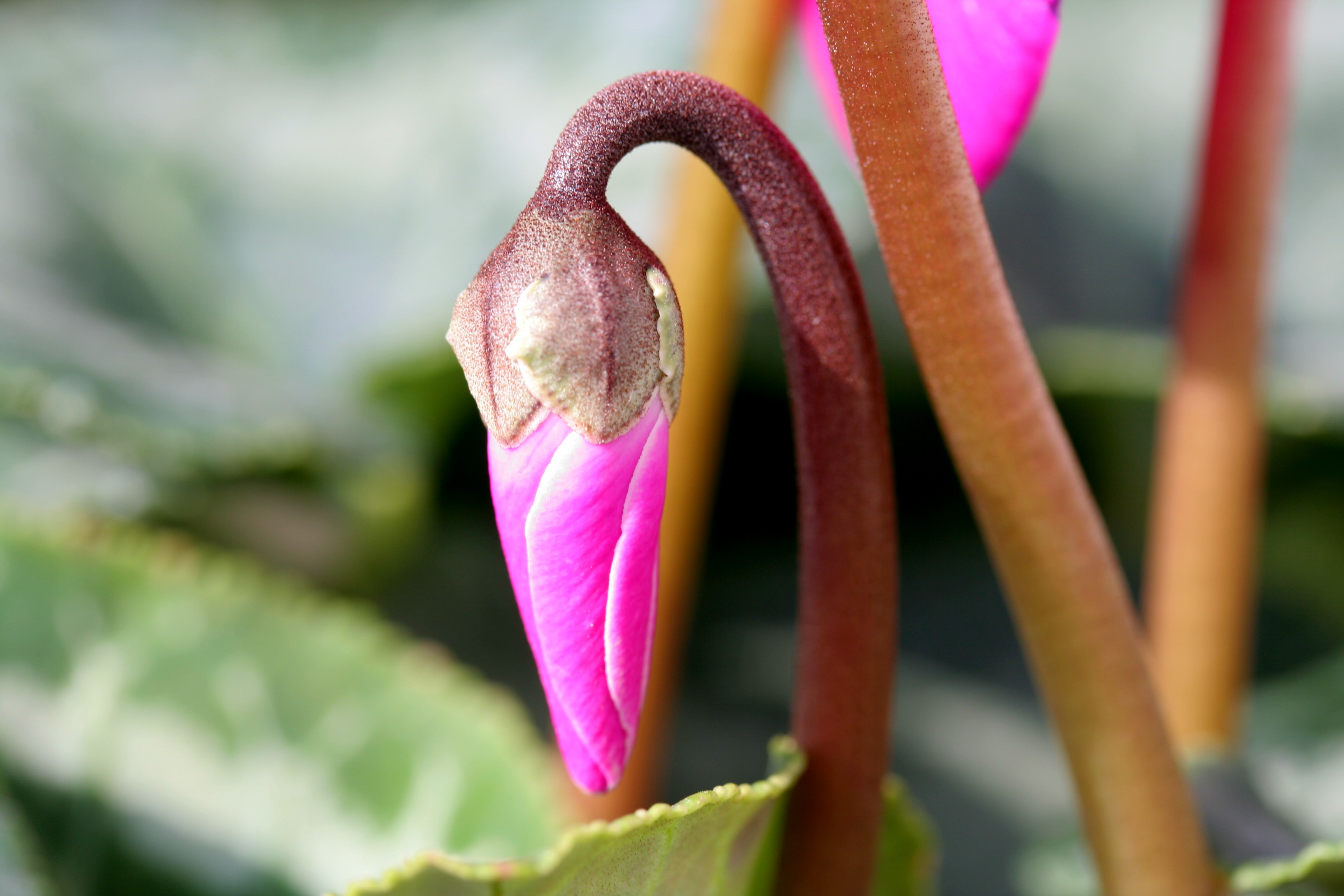
Cultivar di Ciclamino
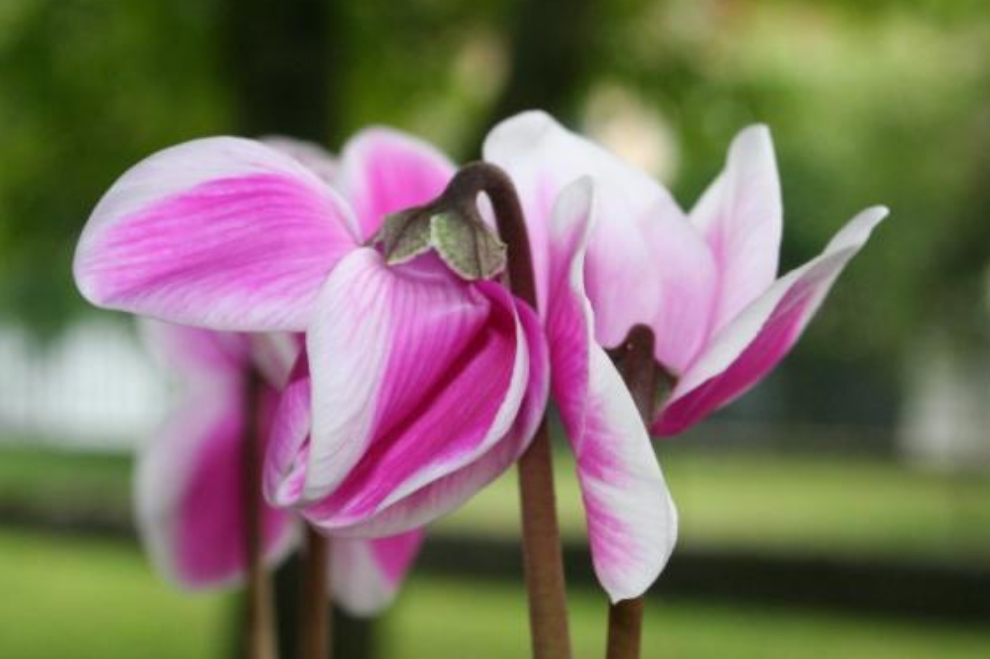
Cultivar di Ciclamino
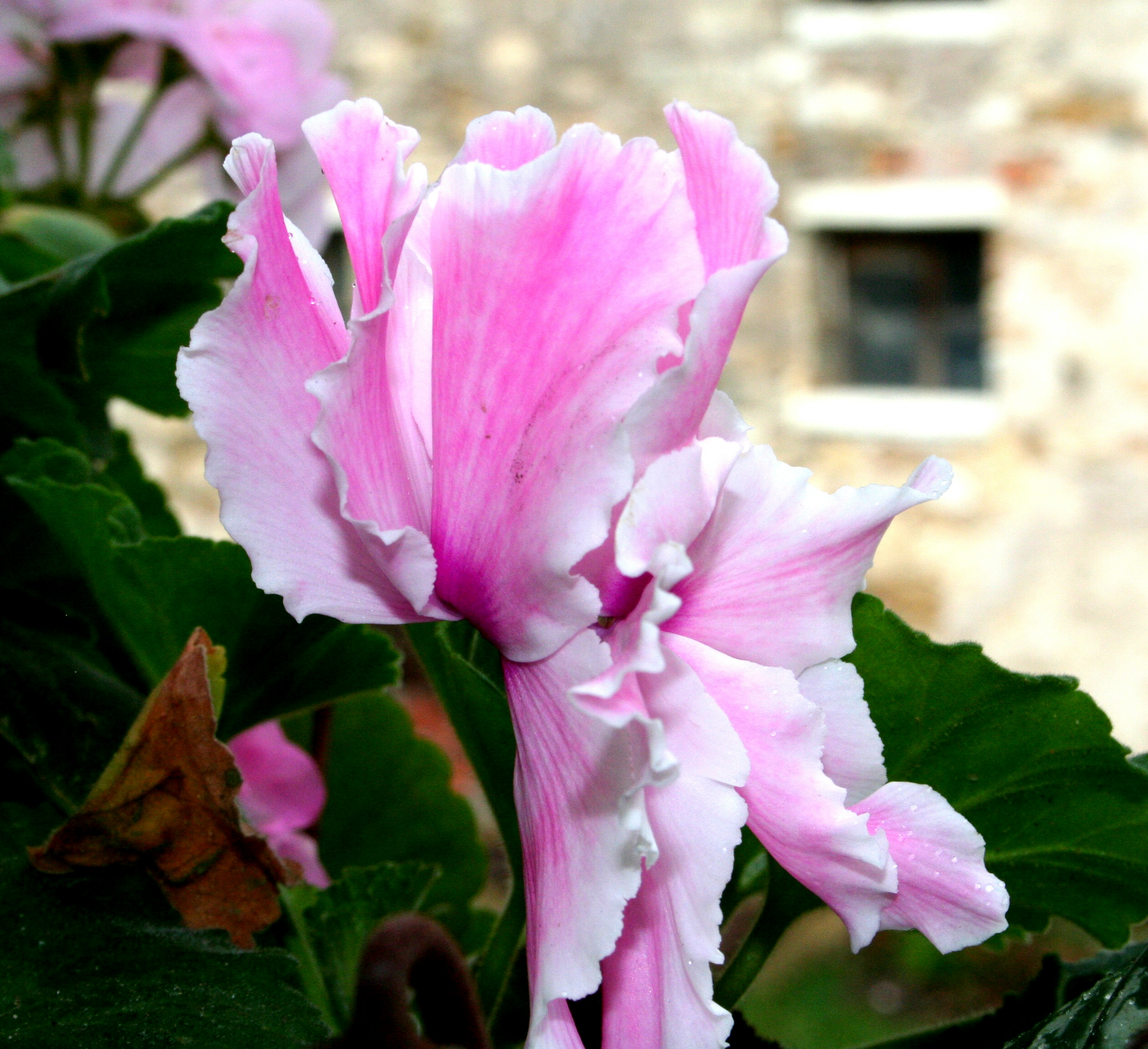
Cultivar di Ciclamino
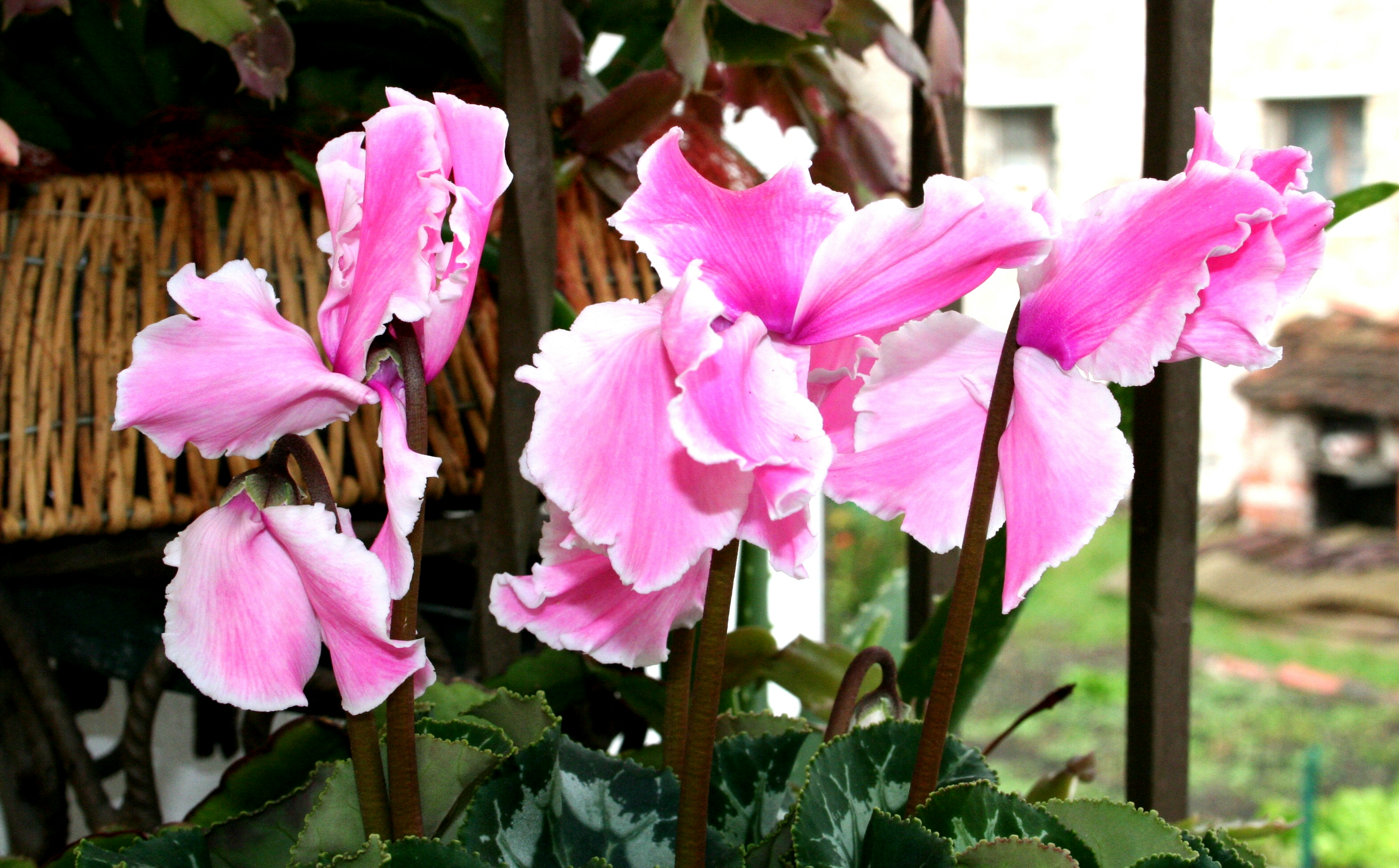
Cultivar di Ciclamino
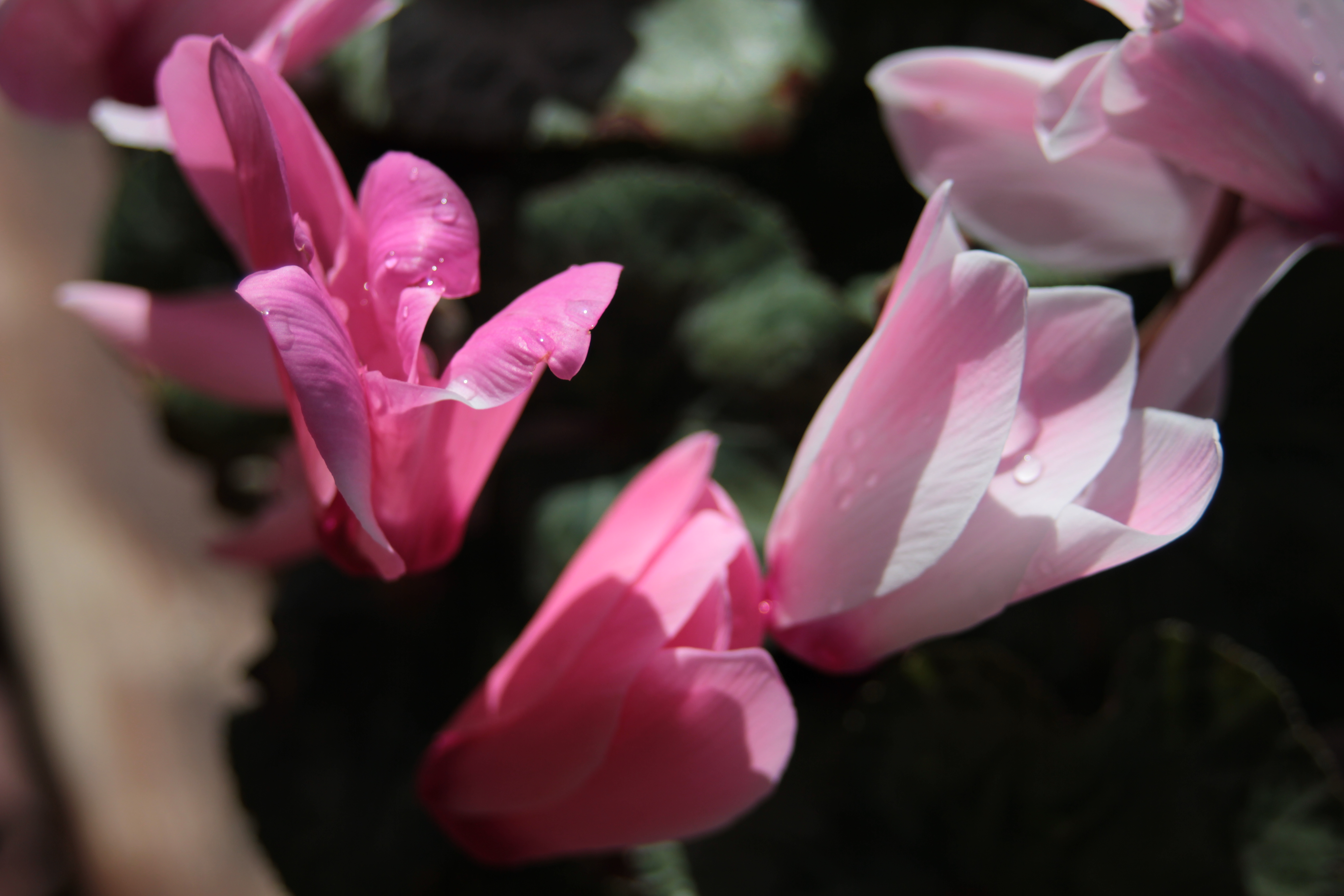
Cultivar di ciclamino, fiorito in terrazza